# Erste Präsidentschaft von Donald Trump

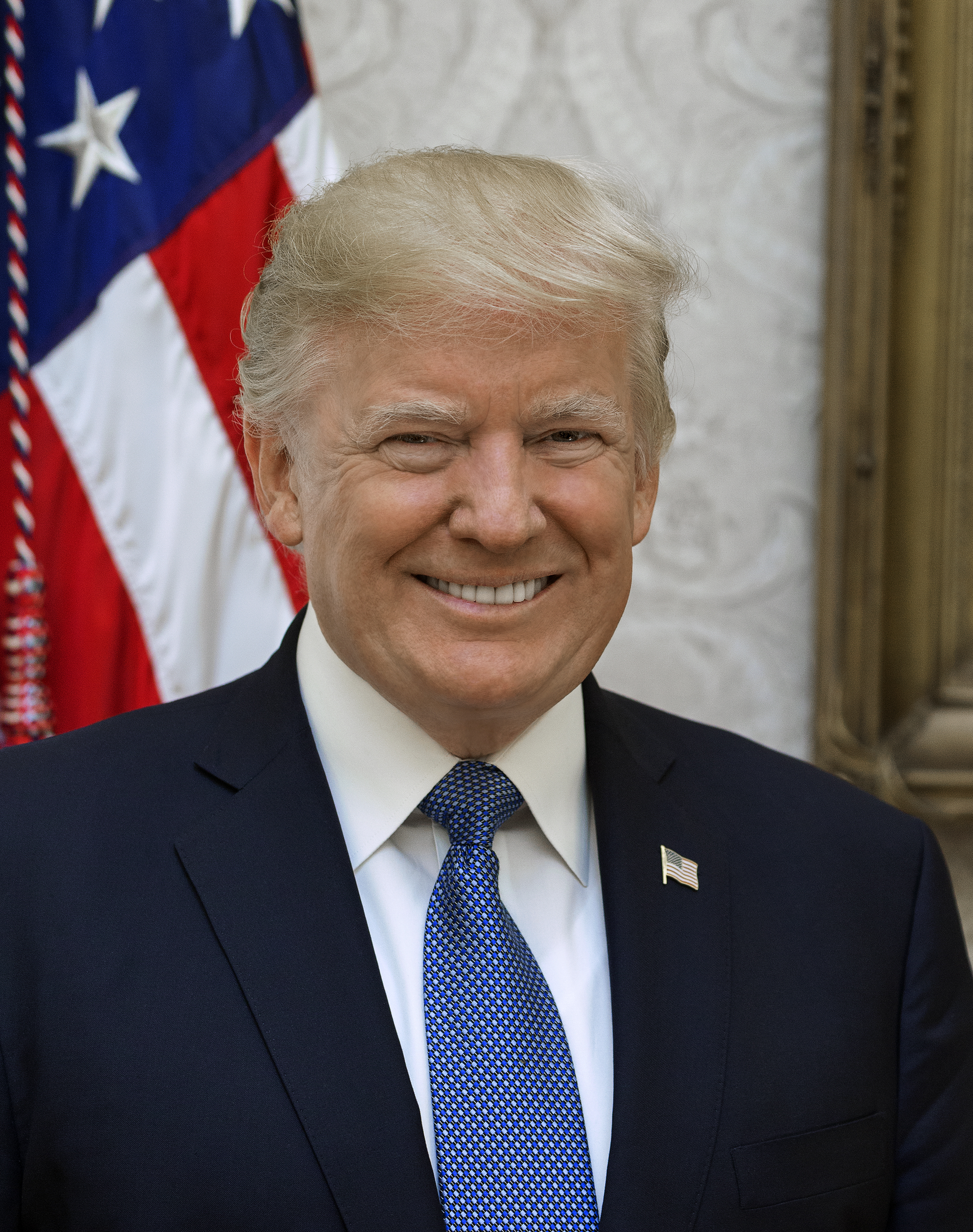
Donald Trump (offizielles Portraitfoto, 2017)

Die erste Präsidentschaft von Donald Trump war die vierjährige Amtszeit des 45. Präsidenten der Vereinigten Staaten. Sie begann am 20. Januar 2017 mit der Amtseinführung Donald Trumps und endete am 20. Januar 2021 mit der seines Nachfolgers Joe Biden. Sie stand unter dem selbstgewählten Motto „America First“ und wies gemäß Trumps Programm Elemente des Populismus, Isolationismus und Protektionismus auf. Dieser als Trumpismus charakterisierte Politikstil vertiefte die Spaltung der US-amerikanischen Gesellschaft und verschärfte die Gegensätze zwischen Republikanern und Demokraten.
Bereits der Wahlkampf des Jahres 2016 verlief stark polarisierend. Der Republikaner Trump siegte – in den Augen der meisten Beobachter überraschend – gegen die Demokratin Hillary Clinton, indem er sich zwar die Mehrheit des Electoral College, nicht aber die der Wählerstimmen sicherte. Während seiner gesamten Amtszeit galt Trumps Verhältnis zu politischen Entscheidungsträgern und zu den Medien, die außerordentlich viel über ihn berichteten, als gespannt. Seine konfrontative und provokative Sprache und sein Stil sind seither Gegenstand zahlreicher Debatten. Bereits vor seinem Amtsantritt begannen Proteste gegen ihn, die sich im Lauf seiner ersten Amtszeit verfestigten. Insbesondere in drei Bereichen wurden Zweifel an Trumps Amtsfähigkeit laut: in Fragen seiner Kompetenz sowie seiner psychiatrischen und der neurologischen Gesundheit. Als einziger Präsident in der Geschichte der Vereinigten Staaten musste sich Trump zwei Amtsenthebungsverfahren im Dezember 2019 und im Januar 2021 stellen. Seine Anti-Establishment-Präsidentschaft wurde in der US-amerikanischen Politikgeschichte als Ausdruck einer Veränderung des Parteiensystems, aber auch als Rückgriff auf die „imperiale Präsidentschaft“ Richard Nixons gedeutet. Die Unterstützung Trumps durch die so genannte „schweigende Mehrheit“ gilt auch als Gegenbewegung zur vorangegangenen Präsidentschaft des Afroamerikaners Barack Obama.
Trump begann unmittelbar nach Amtsantritt mit dem Wahlkampf für die Präsidentschaftswahl 2020. Zwar gelang es ihm 2020, noch mehr Wählerstimmen zu gewinnen als 2016. Dennoch scheiterte sein erster Versuch der Wiederwahl, weil seine als konfrontativ, erratisch und – insbesondere während der Corona-Pandemie – unzulänglich empfundene Politik die Gegenkräfte in noch stärkerem Maße mobilisierte. Dadurch konnte sein demokratischer Konkurrent Joe Biden etwa sieben Millionen Wählerstimmen mehr und die Mehrheit der Wahlmänner auf sich vereinen. Als erster Kandidat in der Geschichte der Vereinigten Staaten akzeptierte der Amtsinhaber Trump das Wahlergebnis nicht, sondern verbreitete Verschwörungstheorien, dass die Wahl ihm gestohlen worden sei. Dies gipfelte am 6. Januar 2021 im Sturm seiner Anhänger auf das Kapitol.
In der Präsidentschaftswahl 2024 gelang ihm schließlich erfolgreich die Wiederwahl in eine zweite Amtszeit.

## Amtseinführung

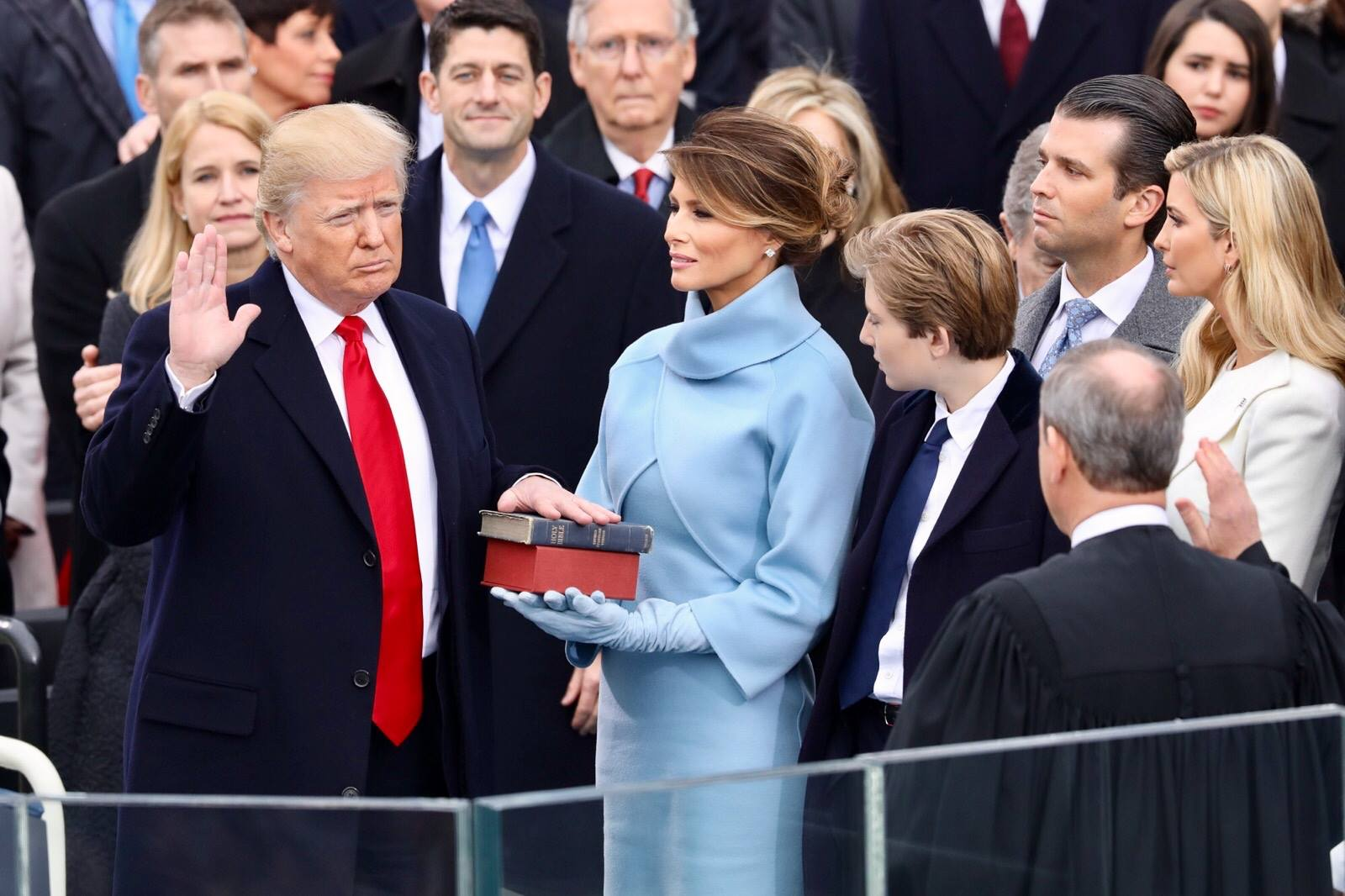
Donald Trump legte seinen Amtseid auf den Stufen des Kapitols wie sein Amtsvorgänger auf die Lincoln-Bibel (sowie seine eigene Kinderbibel) ab.

Die Feierlichkeiten zur Amtseinführung begannen am 17. Januar 2017 in Washington. Die eigentliche Amtseinführung als neuer US-Präsident erfolgte nach dem Präsidentschaftsübergang am 20. Januar 2017 an der Westfront des Kapitols in Washington, D.C. In seiner 16-minütigen Antrittsrede sagte Trump unter anderem:

„Von heute an heißt es nur ‚Amerika zuerst‘. […]
Gemeinsam werden wir Amerika wieder starkmachen. Wir werden Amerika wieder wohlhabend machen. Wir werden Amerika wieder stolz machen. Wir werden Amerika wieder sicher machen.
Amerika wird wieder anfangen, zu gewinnen – gewinnen, wie nie zuvor.
Wir werden unsere Arbeitsplätze zurückbringen. Wir werden unsere Grenzen zurückholen. Wir werden unseren Wohlstand zurückbringen. Und wir werden unsere Träume zurückbringen. Wir werden neue Straßen und Autobahnen und Brücken und Flughäfen und Tunnel und Bahnstrecken quer durch unser wunderbares Land bauen.
Wir werden zwei einfache Regeln einhalten: Kauft amerikanisch, stellt Amerikaner ein. Wir werden uns bei den Nationen der Welt um Freundschaft und Wohlwollen bemühen, aber wir tun dies in dem Verständnis, dass es das Recht aller Nationen ist, ihre eigenen Interessen vorneanzustellen.“

Die First Lady Melania Trump blieb bis zum Ende des Schuljahrs mit ihrem Sohn Barron in New York und zog am 11. Juni 2017 ins Weiße Haus ein.
Am Tag seiner Amtseinführung reichte Trump die Unterlagen für die Teilnahme an der kommenden Wahl 2020 bei der Bundeswahlbehörde ein, früher als jeder vorige Amtsinhaber. Dadurch war es Trump möglich, von Beginn seiner Präsidentschaft an Spenden zu sammeln, die weiterhin vor allem aus kleinen Summen von Einzelspendern bestanden und in Merchandising (etwa der roten Make America Great Again-Mützen) sowie für die Miete von Büroräumen ausgegeben wurden, die der Trump Organization gehören. Bereits vier Wochen nach Amtsantritt hielt Trump seine erste Wahlkampfveranstaltung ab.

## Personal
Während des ersten Jahres der Präsidentschaft verließen laut einer Analyse der Brookings Institution 21 der 61 von Trump eingesetzten Führungspersonen ihre Positionen wieder, also ein Anteil von 34 Prozent. Das war der höchste Anteil überhaupt in den analysierten ersten Jahren von US-Präsidentschaften in den letzten 40 Jahren, doppelt so hoch wie der zweithöchste Anteil (1981 im ersten Jahr der Präsidentschaft von Ronald Reagan). Im ersten Jahr der Präsidentschaft Trumps verließen über hundert Mitarbeiter die Umweltbehörde EPA und das Außenministerium, während hunderte Spitzenpositionen in der Bundesverwaltung unbesetzt blieben. Die fehlende Expertise trug unter anderem zur humanitären Krise nach den Sturmschäden durch den Hurrikan Maria in Puerto Rico bei. Chuck Todd analysierte im März 2018, Trumps Personalauswahl zeige zunehmend, dass er sich mit Menschen umgebe, die öffentlich die harte Konfrontation suchten, erfahren in Fernsehauftritten seien und die seinen Ansichten nicht widersprächen. Die Entlassenen erniedrige Trump häufig, etwa, indem er die Entscheidung über Tweets öffentlich mache.
Bis zum 4. Januar 2021 wurden von den 757 Positionen, die eine Senatsbestätigung benötigen, 540 Positionen besetzt. Für 214 Positionen gab es keine Nominierung. In 166 Fällen trat die bestätigte Person von ihrem Amt zurück.

### Berater und Stabsfunktionen
Trump ernannte Stephen Bannon kurz nach der Wahl zum obersten Berater, was für Diskussionen sorgte; Bannon war bis August 2016 Inhaber der Alt-Right-Internetplattform Breitbart News Network. Im August 2017 verließ Bannon, der stets umstritten blieb, das Weiße Haus. Kellyanne Conway, die Trumps Wahlkampf geleitet hatte, beriet den Präsidenten im Weißen Haus vor allem zur Vermittlung seiner Politik in der Öffentlichkeit.
Pressesprecher war bis Juli 2017 Sean Spicer, der seit 2011 Sprecher des Republican National Committee gewesen war. Ihm folgte Sarah Huckabee Sanders nach; Kommunikationsdirektor des Weißen Hauses wurde im Juli 2017 unter großem Aufsehen für zehn Tage Anthony Scaramucci. Dieser betrieb in seiner kurzen Amtszeit die Ablösung des bisherigen Stabschefs Reince Priebus, der im Juli 2017 durch den früheren General und bisherigen Heimatschutzminister John F. Kelly ersetzt wurde.
Ende Dezember 2016 benannte Trump seinen langjährigen Anwalt und Vertrauten Jason Greenblatt, Mitvorstand der Trump Organization, zum „Sonderbeauftragten für internationale Verhandlungen“. Er berief Ende Januar 2017 Jerry Falwell Jr., einen Exponenten der Christlichen Rechten und des Kreationismus, zum Leiter einer Arbeitsgruppe zur Reform des Bildungsministeriums.
Nachfolger des nationalen Geheimdienstchefs James Clapper wurde der frühere republikanische Senator und Botschafter in Deutschland Dan Coats, CIA-Vizepräsidentin wurde Gina Haspel, die unter George W. Bush einem US-Geheimgefängnis in Thailand vorgestanden hatte.
Trumps Tochter Ivanka wurde Ende März 2017 Assistant to the President („Präsidenten-Assistentin“ ohne Bezüge) und erhielt ein eigenes Büro im Weißen Haus. Sie kümmert sich um „weichere“ Themen wie Frauen, Gleichberechtigung und Gesundheit. Ihren Ehemann Jared Kushner berief Trump zusammen mit seinem Redenschreiber Stephen Miller zum Hauptberater („Senior Advisor“). Darüber hinaus erhielt Kushner Sonderaufträge wie die Funktion des Nahost-Vermittlers und die Leitung des White House Office of American Innovation.
Trump schuf Beratergremien wie das Technology Council, das Strategic and Policy Forum und das American Manufacturing Council. Die beiden letzteren löste er im August 2017 wieder auf, nachdem prominente Mitglieder wie Travis Kalanick, Elon Musk und Kenneth Frazier aus Protest gegen sein Einreiseverbot, seine Klimapolitik und seine Reaktion zum Rechtsextremistenaufmarsch in Charlottesville ausgetreten waren. Ein weiteres – 1982 von Präsident Ronald Reagan – installiertes Beratergremium, das President’s Committee on the Arts and the Humanities, dem zahlreiche Hollywood-Schauspieler und Künstler wie Kal Penn und Jhumpa Lahiri angehörten, trat Mitte August 2017 geschlossen zurück.

### Kabinett

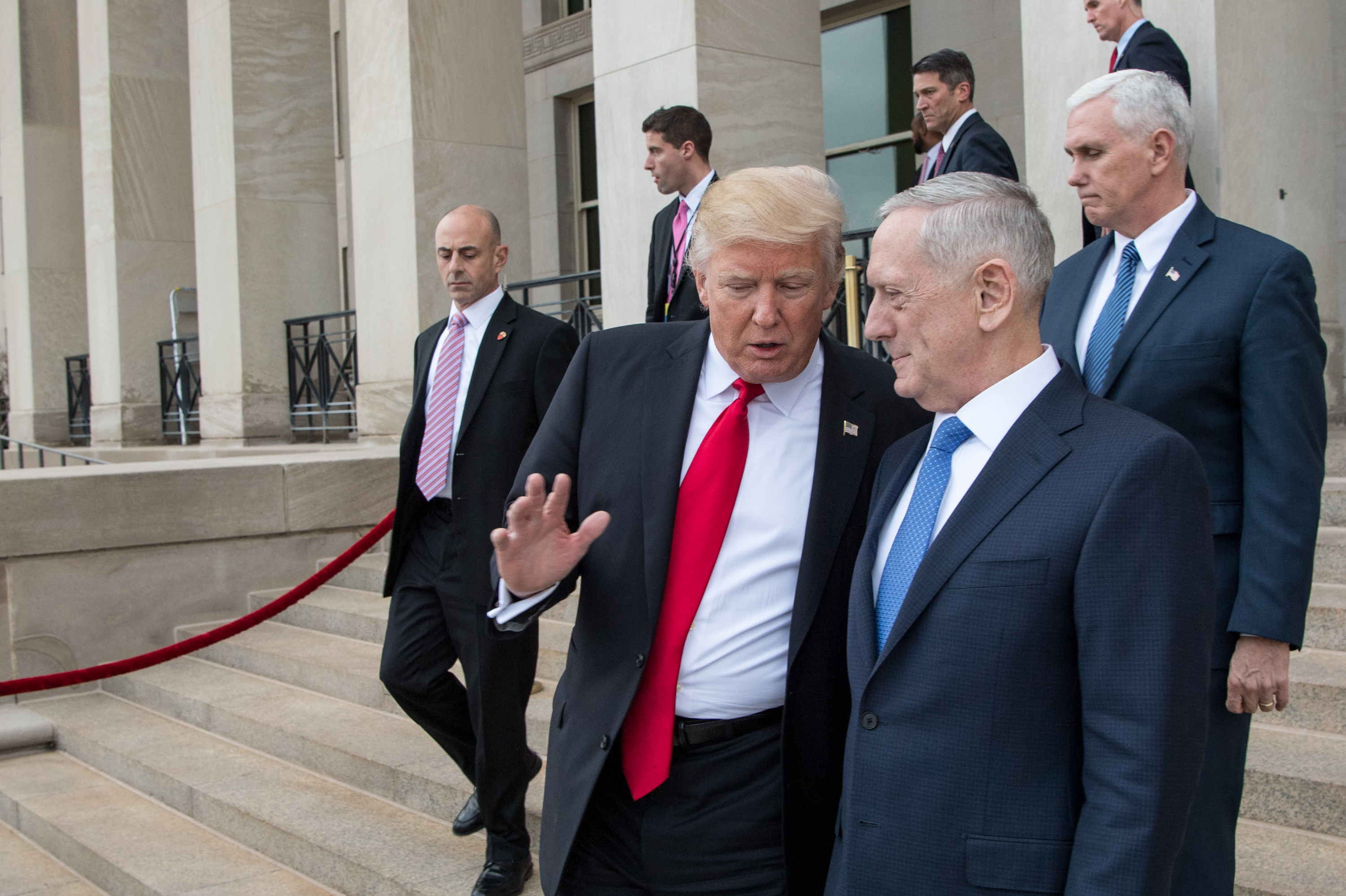
Trump, James N. Mattis und Mike Pence, Januar 2017

Dem Kabinett Trump I gehörten viele politische Neulinge und Quereinsteiger an, darunter einige Wirtschaftsführer und Generäle, die zusammen über zehn bis fünfzehn Mrd. US-Dollar Privatvermögen verfügen. Das ist mehr, als ein Drittel aller amerikanischen Haushalte zur Verfügung hat, und das Dreißigfache des Kabinetts George W. Bush.
Trump kam es darauf an, Regeln zu brechen, wie der deutsche Journalist Christoph von Marschall urteilte: So nominierte er Andrew Puzder, den Chef der Fast-Food-Ketten Hardee’s und Carl’s Jr., als Arbeitsminister – entgegen der ungeschriebenen Regel, dass die Demokraten keinen Gewerkschaftsführer und die Republikaner keinen Unternehmenschef als Arbeitsminister berufen. Puzder zog seine Kandidatur wegen zahlreicher anhängiger Klagen gegen seine Unternehmen zurück. Trumps Handelsminister Wilbur Ross war zuvor als Investor auf die Verwertung angeschlagener Unternehmen spezialisiert. Finanzminister Steven Mnuchin, zuvor Hedgefonds-Manager, stand für seinen harten Umgang mit Hauseigentümern in der Kritik. Mnuchin, Ross, Trumps Chefstratege Bannon und weitere Stabsmitglieder waren früher für die Investmentbank Goldman Sachs tätig. Im Kabinett Trump gab es ungewöhnlich viele Ministerwechsel und einen ungewöhnlich hohen Anteil an kommissarisch arbeitenden Kabinettsmitgliedern (siehe hier).
Drei Schlüsselpositionen in seinem Kabinett besetzte Trump mit Klimaschutzgegnern und Vertretern der Ölindustrie (siehe Klimawandelleugnung), nämlich den Energieminister Rick Perry, den Leiter der Umweltbehörde EPA Scott Pruitt und den Außenminister Rex Tillerson, der bisher Chef des Mineralöl-Konzerns ExxonMobil gewesen war.

### Bundesangestellte
Gegen Ende seiner Regierungszeit traf Trump Maßnahmen, um zahlreiche Bundesangestellte neu einzustufen. Sie sollten als sogenannte Schedule F-Angestellte weitgehend ohne Kündigungsschutz sein. Dieses Vorhaben wurde nur teilweise und kurzzeitig 2020 umgesetzt und 2021 unter seinem Nachfolger Biden außer Kraft gesetzt.

## Außen- und Sicherheitspolitik

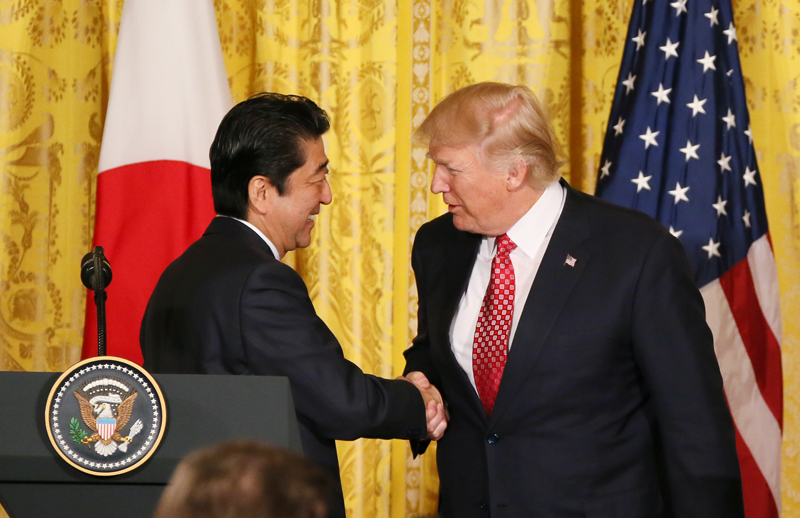
Donald Trump mit dem japanischen Premierminister Shinzō Abe am 10. Februar 2017 in Washington

Als Hauptelemente der Außenpolitik sieht Trumps Programm amerikanische Interessen und die nationale Sicherheit. Frieden durch Stärke werde im Mittelpunkt stehen: „Die Welt muss wissen, dass wir nicht auf der Suche nach Feinden ins Ausland gehen, dass wir immer glücklich sind, wenn alte Feinde Freunde werden und wenn alte Freunde Verbündete werden.“ Der Sieg über den Islamischen Staat und andere islamistische Terrorgruppen habe die oberste Priorität. Zudem solle der Reduzierung der US-Streitkräfte ein Ende gesetzt werden.

### Personal
Am 13. Dezember 2016 nominierte Trump Rex Tillerson, den bisherigen Chef des Erdölkonzerns ExxonMobil, als Außenminister. Nach der Bestätigung durch den Senat war er als Nachfolger John Kerrys seit dem 1. Februar 2017 im Amt. Die gesamte Verwaltungsleitung des Außenministeriums legte am 27. Januar 2017 auf Druck der neuen Regierung ihre Ämter nieder.
Trumps erster Verteidigungsminister war James N. Mattis (ein Viersternegeneral). Mattis wurde am 1. Januar 2019 entlassen, weil er sich gegen den Abzug von US-Streitkräften aus Syrien ausgesprochen hatte.
Noch am Tag seiner Amtseinführung entließ Trump fristlos etwa 80 US-Botschafter in aller Welt. Mit einem Austausch des Personals wird üblicherweise gewartet, bis Nachfolger ausgewählt sind, was mit Bestätigung durch den US-Senat Monate dauern kann. Einige Botschafterposten blieben dadurch lange unbesetzt; zum Beispiel trat Richard Grenell seinen Posten in Berlin erst am 8. Mai 2018 an. Zur neuen US-Botschafterin bei den Vereinten Nationen ernannte Trump die bisherige Gouverneurin des US-Bundesstaats South Carolina, Nikki Haley.
Während seiner Präsidentschaft hat Trump (Stand Juli 2020) durchschnittlich mehr Botschafterposten an Wahlkampf-Spender anstatt an ausgebildete Diplomaten vergeben, als vorherige US-Präsidenten.

### Entwicklungshilfe
Kurz nach Amtsantritt untersagte Trump in einem Dekret Entwicklungshilfe für internationale Organisationen, die zu Schwangerschaftsabbrüchen beraten. Ähnliche Regelungen hatten seit 1984 republikanische Präsidenten stets getroffen (siehe Mexico City policy), demokratische Präsidenten setzten sie jeweils wieder außer Kraft. Während sich frühere Dekrete nur auf Organisationen der Familienplanung bezogen, erstreckt sich die neue Regelung allgemeiner auf Organisationen, die im Ausland Gesundheitshilfe leisten, was die Förderung zahlreicher Kliniken infrage stellt.

### Globale Übereinkünfte zu Migration und Flucht
Im Dezember 2017 erklärten die Vereinigten Staaten unter Donald Trump ihren Rückzug aus dem in der New Yorker Erklärung vereinbarten Vorhaben für einen globalen Pakt zur Migration. Sie erklärten, durch die Vereinbarung den Verlust ihrer staatlichen Souveränität in Zuwanderungsfragen zu befürchten. Im Dezember 2018 stimmten sie gegen den UN-Migrationspakt und gegen den UN-Flüchtlingspakt.

### Luftangriffe in Syrien
Am 7. April 2017 ließ Trump in einer Abkehr von seiner bisherigen Zurückhaltung im syrischen Bürgerkrieg 60 Marschflugkörper gegen den syrischen Militärflugplatz asch-Schaʿirat abfeuern, wodurch offenbar mehr als zehn Menschen getötet wurden. Diese Intervention, die auf eine mutmaßliche Giftgasattacke des syrischen Präsidenten Assad gegen die eigene Bevölkerung reagierte, steht in der Tradition gezielter Luftschläge durch amerikanische Präsidenten und wurde vom Großteil des politischen Establishments in den Vereinigten Staaten, aber auch von vielen Spitzenpolitikern der westlichen Welt gutgeheißen, obwohl keine Rechtsgrundlage gegeben ist und keine Zustimmung des US-Kongresses vorlag. Dagegen kritisierten die mit Assad verbündeten russischen und iranischen Regierungen sowie die bisher Trump unterstützende Alt-Right-Bewegung den Angriff, den auch Trumps Berater Stephen Bannon zu verhindern versucht hatte.

### Drohnenangriffe
Trump erhöhte die Anzahl von US-amerikanischen Drohnenangriffen im Vergleich zu seinem Vorgänger Obama deutlich, in den ersten Monaten seiner Amtszeit bereits um 432 Prozent. Insgesamt wurden in Trumps ersten zwei Amtsjahren bereits mehr Drohnenangriffe durchgeführt als in den acht Jahren unter Obama. Zugleich verbot Trump dem US-Militär, die Opferzahlen amerikanischer Luftschläge zu veröffentlichen – Obama hatte solche Veröffentlichungen seinerzeit vorgeschrieben.

### Auslandsreisen

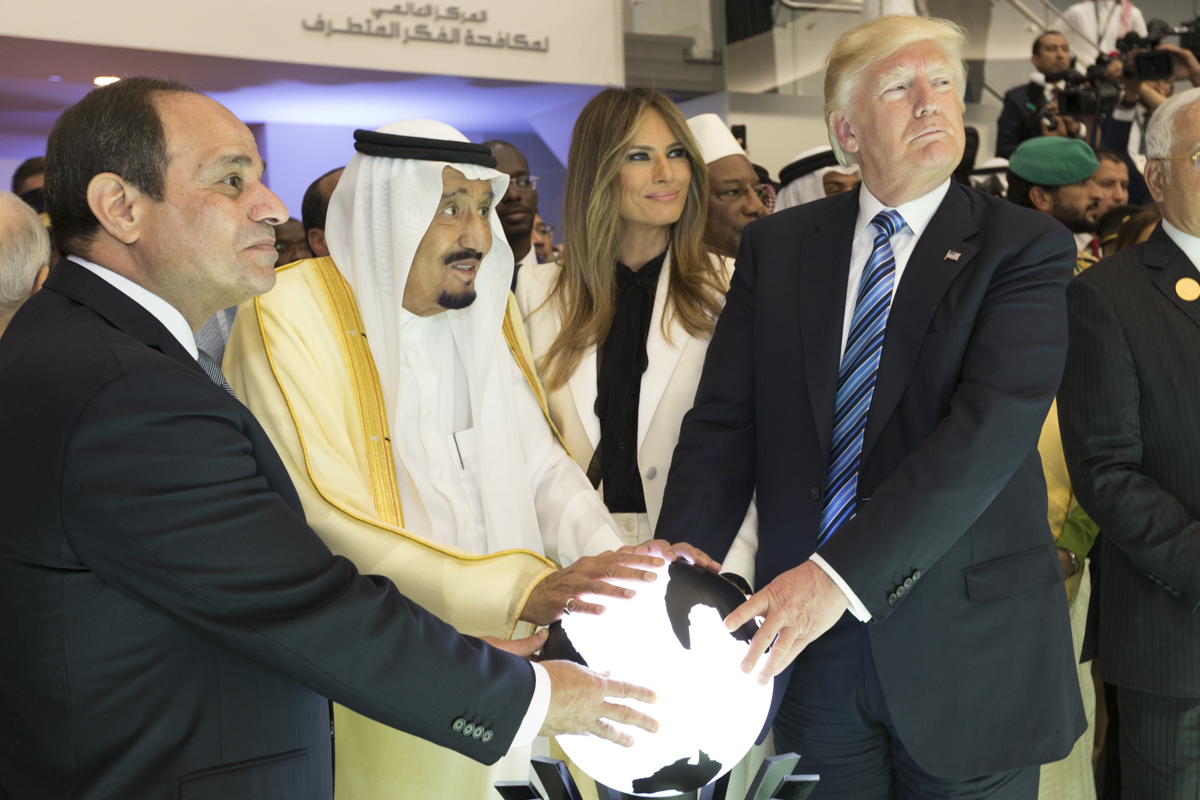
Trump mit dem ägyptischen Präsidenten as-Sisi und dem saudischen König Salman in Riad

Trumps erste große Auslandsreise führte Ende Mai 2017 nach Saudi-Arabien, Israel, zum Vatikan, zur NATO nach Brüssel und zum G7-Gipfel auf Sizilien. Als erster US-Präsident seit Jimmy Carter besuchte Trump nicht zuerst eines der beiden Nachbarländer der Vereinigten Staaten.
Trump unterzeichnete Waffengeschäfte zwischen den USA und Saudi-Arabien im Wert von 110 Milliarden US-Dollar, die innerhalb von zehn Jahren auf bis zu etwa 350 Milliarden ausgeweitet werden könnten. Menschenrechtsverletzungen des saudischen Regimes spielen dabei keine Rolle. Der israelische Energieminister Yuval Steinitz bezeichnete das Geschäft als beunruhigend. In einer Rede vor über fünfzig muslimischen Staatsoberhäuptern in Riad bot Trump eine vertiefte Sicherheitspartnerschaft zur Bekämpfung des Terrorismus und des Regimes in Iran an und erklärte, im Gegenzug keine Ratschläge zur inneren Verfasstheit dieser Staaten zu geben. Seine Vorgänger George W. Bush und Barack Obama dagegen hatten stets auf die Menschenrechtslage hingewiesen sowie demokratische und rechtsstaatliche Reformen angemahnt. Politico kommentierte, Trump habe keine Peinlichkeiten begangen wie nach seinen islamfeindlichen Wahlkampfäußerungen gefürchtet, aber einigen Regimes den Rücken gestärkt, die durch Terrorunterstützung für die Sicherheitsprobleme maßgeblich verantwortlich seien.

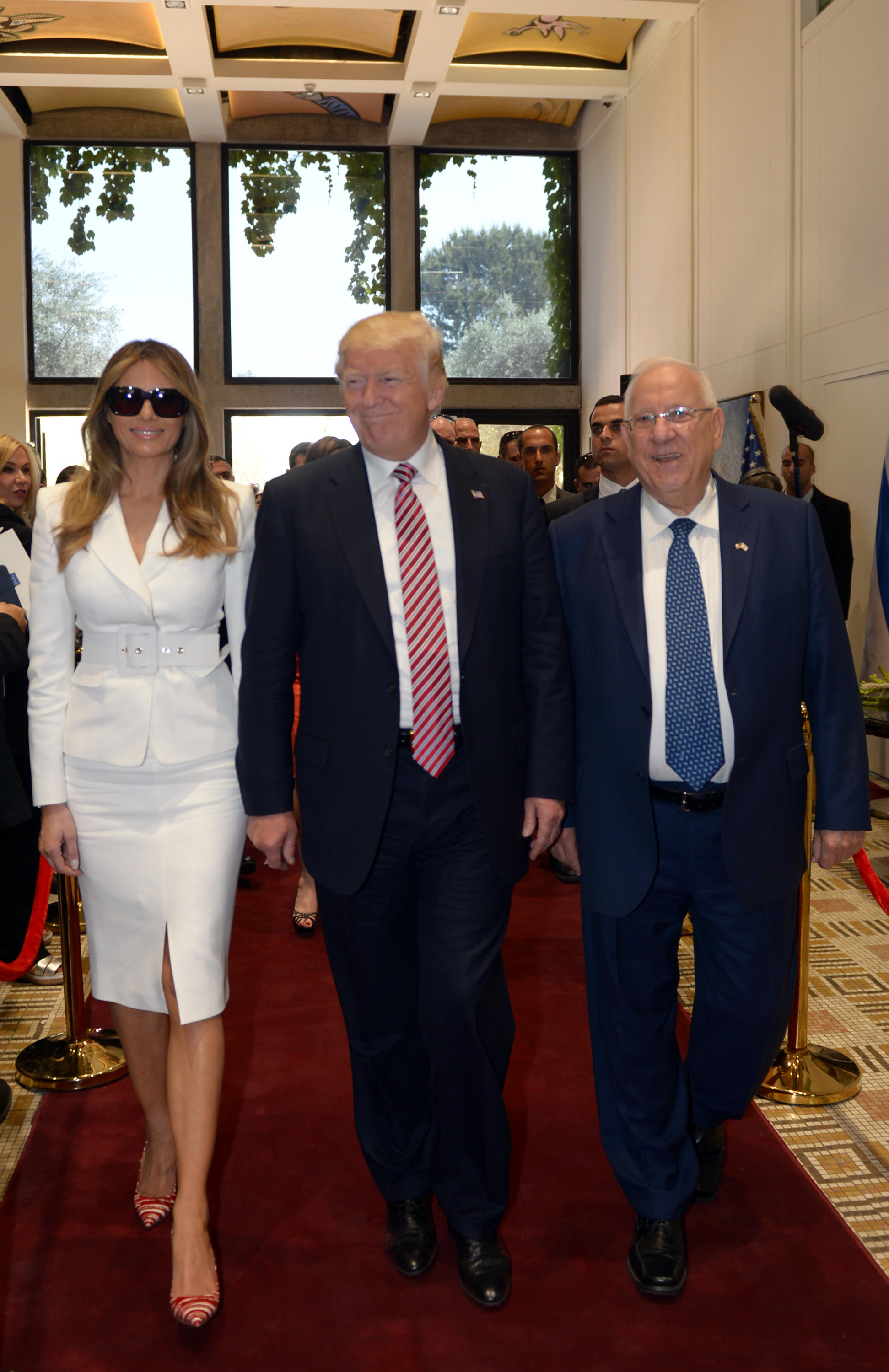
Donald und Melania Trump in Israel mit Staatspräsident Reuven Rivlin, Mai 2017

Bei den anschließenden Treffen mit den europäischen Verbündeten zeigte Trump große Distanz, was der Journalist David Frum als „Katastrophe“ für die transatlantischen Beziehungen bezeichnete. So unterließ es Trump im neuen NATO-Hauptquartier in Brüssel entgegen den Erwartungen auch seiner Sicherheitsberater, die unbedingte Beistandspflicht der NATO-Mitglieder untereinander gemäß Art. 5 des Nordatlantikvertrags zu bekräftigen, und belehrte die übrigen Staatschefs über ihre Zahlungsverpflichtungen. Beim G7-Gipfel in Taormina im Mai 2017 blockierte Trump gegen alle anderen Regierungschefs Einigungen in der Flüchtlings- und Klimapolitik, woraufhin Angela Merkel nach Trumps Abreise meinte: „Die Zeiten, in denen wir uns auf andere völlig verlassen konnten, die sind ein Stück weit vorbei, und deshalb kann ich nur sagen, wir Europäer müssen unser Schicksal wirklich in die eigene Hand nehmen.“ Diese Aussage fand weltweite Beachtung und wurde insbesondere in den Vereinigten Staaten als Ausdruck einer möglichen Verschiebung der internationalen Bündnissysteme gewertet.
Nach der Reise wurde bekannt, dass die Waffengeschäfte mit Saudi-Arabien aus Absichtserklärungen und Wunschlisten bestanden; der Nahostexperte Bruce Riedel bezeichnete die 110 Milliarden US-Dollar als Fake News: Saudi-Arabien habe nach dem Fall des Ölpreises und dem andauernden Konflikt im Jemen nicht einmal die Mittel, die bisherigen Zahlungsverpflichtungen zu erfüllen (unter Obama waren Waffengeschäfte im Wert von 112 Milliarden US-Dollar vereinbart worden). Offenbar durch Trumps Reise bestärkt, brachen mehrere arabische Staaten unter Führung Saudi-Arabiens Anfang Juni 2017 die diplomatischen Beziehungen zum Kleinstaat Katar ab und schlossen die Grenzen – unter dem Vorwurf, Katar unterstütze Islamisten, während Beobachter davon ausgehen, dass das Hauptziel die Zurückdrängung des – mit Katar kooperierenden – Iran als Regionalmacht ist. Trump positionierte sich mit mehreren Tweets gegen Katar und unterlief damit die Linie und die Vermittlungsbemühungen des State Department, was laut Experten den Eindruck verstärkte, dass das globale Gewicht der USA unter Trump immer geringer werde.
Anfang Juli 2017 absolvierte Trump seine zweite Auslandsreise nach Polen und Deutschland. In Warschau nahm er teil am zweiten Gipfeltreffen der Drei-Meere-Initiative, einem Zusammenschluss von zwölf mittel- und osteuropäischen Staaten, der Trump seine volle Unterstützung zusicherte. Er sprach vor dem Denkmal des Warschauer Aufstandes von 1944 zu führenden polnischen Politikern und einer Menschenmenge, hob das Heldentum der Kämpfer der Armia Krajowa und der polnischen Nation hervor und beschwor erstmals ausdrücklich den gemeinsamen Kampf für die westlichen Werte. Die Reise diente auch amerikanischen Energieausfuhr-Interessen, die in Europa in Konkurrenz zur russischen steht. Anschließend nahm Trump in Hamburg am G20-Gipfel teil, wo es zur ersten Begegnung Trumps mit Wladimir Putin kam.
Laut John R. Bolton lobte Trump den chinesischen Staatspräsidenten Xi Jinping für den Bau von Umerziehungslagern gegen Uiguren (Siehe: Umerziehung von Uiguren), unterzeichnete andererseits aber 2020 ein Gesetz, das die chinesische Umerziehung sanktioniert. Im ersten Amtsjahr habe Trump zudem mehrfach gefragt, ob China Technologien besäße, mit denen sie menschengemachte Hurrikans schaffen können, um sie gegen die USA einzusetzen. Etwa zur gleichen Zeit fragte er auch, ob man Hurrikans mit Atomwaffen zerstören könne.

### Verhältnis zu Israel
Trump ernannte seinen Berater David M. Friedman (Kolumnist bei dem als religiös-zionistisch geltenden „Siedler-Sender“ Arutz Scheva) zum Botschafter für Israel. Am 14. Mai 2018 eröffneten die USA ein neues Botschaftsgebäude in Jerusalem, obwohl die Stadt international nicht als Hauptstadt Israels anerkannt wird und die meisten ausländischen Botschaften deshalb in Tel Aviv sind. Die US-Regierung hingegen erkannte Jerusalem als Hauptstadt Israels im Dezember 2017 an, was auch  unter der nachfolgenden Regierung unter Biden so blieb.
In einem weiteren Schritt erkannte die US-Regierung die Golanhöhen als Teil Israels an.
Während der Ersten Amtszeit gelang es unter Vermittlung der US-Regierung, dass in der Außenpolitik Israels diplomatische Kontakte Israels mit Marokko, Bahrein und Vereinigte Arabische Emirate erstmals aufgebaut und in der Abraham Accords Declaration im September 2020 fixiert wurden.

### Verhältnis zu Nordkorea
Der seit Jahren schwelende Konflikt der USA mit dem Regime Kim Jong-uns verschärfte sich 2017 unter Trumps Präsidentschaft. Seit August 2017 durften Bürger der Vereinigten Staaten mit engen Ausnahmen nicht mehr nach Nordkorea einreisen. Nachdem Nordkorea offenbar die Fähigkeit erreicht hatte, Atomraketen auf amerikanisches Territorium zu feuern, verschärfte Trump seine Rhetorik gegenüber dem Land Anfang August 2017 enorm und drohte mit einem Erstschlag.
Ab 2018 entspannte sich der Konflikt zwischen den USA und Nordkorea. So besuchte der Direktor der CIA und spätere Außenminister Mike Pompeo am 1. April 2018 Nordkorea und traf dort Kim Jong-un. Darauf folgend kam es am 27. April 2018 zu einer Begegnung zwischen dem südkoreanischen Präsidenten Moon Jae-in und dem Nordkoreanischen Machthaber Kim Jong-un an der Demilitarisierten Zone. Am 30. April 2018 wünschte der südkoreanische Präsident Moon Jae-in Trump den Friedensnobelpreis für dessen Bemühungen, die Krise um das nordkoreanische Atomprogramm beizulegen. Am 12. Juni 2018 fand das Gipfeltreffen zwischen Trump und Kim in Singapur statt. Dabei wurde eine Denuklearisierung der koreanischen Halbinsel und ein Ende der gemeinsamen Waffenübungen der USA und Südkoreas vereinbart, was nicht mit der südkoreanischen Regierung abgestimmt worden war. Die Sanktionen gegen Nordkorea blieben bestehen. Trump teilte daraufhin mit, es gebe keine nukleare Bedrohung durch Nordkorea mehr; jeder könne sich jetzt viel sicherer fühlen als zu Trumps Amtsantritt. Ende Juni 2018 teilten US-Nachrichtendienstmitarbeiter dagegen mit, dass Nordkorea sein Atomprogramm ausgebaut habe.
Es kam zu einem weiteren Gipfel im Februar 2019 in der vietnamesischen Hauptstadt Hanoi. Dieser blieb ergebnislos und wurde in den Medien als Scheitern gewertet. Kim forderte die teilweise Aufhebung der Sanktionen, wozu Trump nicht bereit war. Dennoch bezeichnete er den Gesprächsverlauf als positiv. Trump hatte Kim Jong Un sogar am Ende angeboten, ihn mit der Air Force One nach Hause zu fliegen, aber Kim lehnte ab. Weitere Gespräche wurden in Aussicht gestellt, aber es wurde erstmal ruhiger um die aktiven Bestrebungen beider Staaten. Am 30. Juni 2019 traf Donald Trump während seines Südkorea-Besuchs spontan Kim Jong-un an der innerkoreanischen Grenze. Er ist mit der Grenzüberschreitung bei Panmunjeom der erste amtierende US-Präsident, der nordkoreanischen Boden betreten hat. Dabei wurde Kim von Trump ins Weiße Haus eingeladen.

### Internationaler Strafgerichtshof
Anfang September 2020 verhängte die US-Regierung Sanktionen gegen die Chefanklägerin Fatou Bensouda vom Internationalen Strafgerichtshof (IStGH) (dem die USA nicht angehören), wegen der Eröffnung von Ermittlungen gegen US-Soldaten wegen möglicher Kriegsverbrechen in Afghanistan. 72-IStGH-Mitgliedsstaaten verurteilten die Sanktionen.

### Open-Skies-Abkommen
Während Trumps Präsidentschaft stiegen die USA im November 2020 aus dem Open-Skies-Abkommen aus, nachdem Trump dieses sechs Monate zuvor aufgekündigt hatte.

### Verhältnis zu Kuba
Im Januar 2021 ließ Trump Kuba unter der Regierung von Raúl Castro erneut auf die US-amerikanische Staatenliste von Terrorunterstützern setzen. Als Begründung für die Einstufung führte das US-Außenministerium unter Trumps Regierung die kubanische Unterstützung für den venezolanischen Politiker Nicolas Maduro an; der US-Außenminister Mike Pompeo warf der kubanischen Regierung feindseliges Verhalten gegenüber dem eigenen kubanischen Volk und den USA vor.

### Haltung zu Grönland
Im Jahr 2019 schlug Trump vor, dass die USA Grönland kaufen sollen. Mette Frederiksen und Kim Kielsen wiesen dieses Ansinnen zurück. Trump sagte daraufhin eine Reise nach Dänemark ab und bezeichnete Frederiksens Haltung als „unangemessen und bösartig“.

### Außenpolitische Bilanz
Trump wird bisweilen zugutegehalten, dass er der erste Präsident seit Jimmy Carter gewesen sei, der keinen Krieg anfing. Dem stellt der Politikwissenschaftler Stephan Bierling die Bombardierungen in Syrien und die gezielte Tötung des iranischen Divisionskommandeurs Qasem Soleimani entgegen, die die Beziehungen verschlechterte, das Ziel, das iranische Atomprogramm zu stoppen, aber nicht förderte. Hier habe die Trump-Regierung einen kontraproduktiven Zickzackkurs verfolgt. Am negativsten bewertet Bierling die Abkehr von einer liberalen, regelgeleiteten Weltordnung und die Unterminierung des Glaubens an die Verlässlichkeit der amerikanischen Außenpolitik.

## Innenpolitik
Die republikanische Mehrheit in beiden Häusern des Kongresses nahm im Januar 2017 zahlreiche von Obama seit Mai 2016 erlassene Vorschriften vor allem im Arbeits- und Umweltrecht zurück – auf der Grundlage eines Gesetzes, das zehn Tage nach der Amtseinführung des neuen Präsidenten für einen gewissen Zeitraum die Aufhebung präsidialer Verordnungen des Vorgängers mit einer einfachen Mehrheit erlaubt.

### Gesundheit
Mit Tom Price ernannte Trump einen Gegner von Präsident Obamas grundlegender Gesundheitsreform („Obamacare“) zum Gesundheitsminister. Bereits vor seiner Amtseinführung begannen die Republikaner im Kongress, ein Gesetz zur Abschaffung von Obamacare auszuarbeiten. Nachdem das Repräsentantenhaus der Vereinigten Staaten eine Gesetzesabstimmung im März 2017 zunächst wegen der Uneinigkeit der Parteiflügel abgesagt hatte, verabschiedete es am 4. Mai ein verändertes Reformprojekt, das nach Einschätzung des Congressional Budget Office über 20 Millionen Amerikanern die Krankenversicherung entzogen, den Bundeshaushalt aber deutlich entlastet hätte. Im zustimmungspflichtigen Senat wurden auf dieser Grundlage mehrere Gesetzentwürfe mit ähnlichen Auswirkungen entwickelt. Nachdem Trump Druck auf zögerliche Senatoren der eigenen Partei aufgebaut hatte und eine Abstimmung im Juli 2017 trotzdem gescheitert war, verstrich die letzte Möglichkeit, im Fiskaljahr 2017 ein solches Gesetz zu beschließen, Ende September 2017.
Im Oktober 2017 rief Trump, aufgrund der Opioidkrise in den USA, den medizinischen Notstand aus.
Im Juni 2020, mitten während der COVID-19-Pandemie in den Vereinigten Staaten wandte sich die Regierung Trump an den Obersten Gerichtshof, um Obamacare per Gerichtsbeschluss doch noch abzuschaffen. Zuvor hatten Hunderttausende Amerikaner das Programm neu genutzt, nachdem sie zuvor während der Pandemie ihre Arbeitsplätze verloren hatten.
Die erste Anhörung vor dem Gerichtshof fand acht Tage nach der Präsidentschaftswahl statt.
Kurz nach Amtsantritt strich Trump per Dekret alle Finanzhilfen für Organisationen, die Beratung zu oder Durchführung von Schwangerschaftsabbrüchen anbieten.
Im Sommer 2019 wurde bekannt, dass Trump plante, durch eine Executive Order die Verkaufspreise für Medikamente zu senken. Einschnitte seien bei den Preisen der meisten an Medicare und andere Regierungsprogramme verkauften Medikamente vorgesehen.

#### COVID-19-Pandemie
Nach dem Ausbruch der COVID-19-Pandemie in den USA schürte Trump Ressentiments. Er sprach oft vom China virus (statt vom Corona-Virus) und machte die VR China für den Ausbruch der Pandemie und die daraus resultierenden Folgen verantwortlich. In den ersten Monaten der Pandemie verharmloste er die Gefahren und machte zahlreiche Falschaussagen zu COVID. Unter anderem empfahl er wiederholt den Einsatz nicht auf ihre Wirksamkeit gegen SARS-CoV-2 getesteter Medikamente wie Chloroquin und Azithromycin, worauf Menschen, die diesen Rat befolgten, Vergiftungen erlitten. Im April 2020 spekulierte er in einer Pressekonferenz unter anderem über die Injektion von Desinfektionsmitteln als Therapie gegen das Virus. Desinfektionsmittel enthalten oft ätzende, giftige und krebserregende Substanzen. Sie schädigen im Blutkreislauf den gesamten Körper und haben schwere (oft tödliche) Folgen. Er spekulierte auch, dass UV-Licht gegen COVID wirken könnte (tatsächlich verursacht es je nach Dosis Sonnenbrand, Hautschäden und Hautkrebs). Daraufhin warnten Katastrophenschutzbehörden, Gesundheitsbehörden und Ärzte eindringlich davor, Desinfektionsmittel oder Waschmittelkapseln einzunehmen.
Im Mai 2018 hatte Trump das von seinem Vorgänger Obama eingerichtete Krisenteam zur Pandemiebekämpfung aufgelöst.
Dessen Auflösung war nach Ansicht von Experten ausschlaggebend für die mangelnde Vorbereitung der USA auf die COVID-19-Pandemie.
Während der Pandemie nahm er laut eigenen Angaben im August das Malaria-Mittel Hydroxychloroquin ein. Schon zwei Monate zuvor, am 15. Juni 2020, hatte die FDA ihre Hydroxychloroquin-Notfallzulassung widerrufen.
Wiederholt spielte Trump zudem die stark steigende Zahl an Neuinfektionen herunter, indem er behauptete, deren Zahl würde nur aufgrund vieler Tests steigen. Würden keine Tests durchgeführt, so hätten die USA auch keine Fälle. Trump schlug anschließend vor, die Anzahl der Tests herunterzufahren, um so eine niedrigere Infektionsrate zu erhalten. Fachwissenschaftler schreiben die hohen Fallzahlen vor allem den von Trump vorangetriebenen Lockerungen zu.
Im Mai 2020 legte Trump die „Warp-Speed-Initiative“ auf, eine öffentlich-private Partnerschaft zur raschen Entwicklung eines Impfstoffes gegen das Corona-Virus, das nach der fiktiven Warp-Technologie benannt ist, die in den Star-Trek-Fernsehserien Überlichtgeschwindigkeit ermöglicht. Diese Initiative war einer der wenigen Erfolge seiner Präsidentschaft.
Als die US-Gesundheitsbehörde CDC den Gebrauch von Gesichtsmasken empfahl, sagte Trump, dass er keine tragen werde („Ich kann mir das für mich selbst irgendwie nicht vorstellen“). Am 17. Juni 2020 behauptete er, manche US-Bürger trügen die Maske nur, um ihre Ablehnung ihm gegenüber zum Ausdruck zu bringen. Über Ausgangssperren und räumliche Distanzierung wurde weitgehend sachlich diskutiert. Das Maskentragen dagegen wurde, zumindest beim harten Kern der Trump-Anhänger, zu einer Glaubensfrage.
Republikanische Gouverneure wie der Texaner Greg Abbott, die sich strikt gegen eine Maskenpflicht ausgesprochen hatten, änderten ihre Position, nachdem in den von ihnen regierten Staaten (darunter Texas, Florida und Arizona) die Zahl der Neuinfektionen seit Wochen immer weiter gestiegen war (Stand 11. Juli 2020).
Zu Trumps Wahlkampfauftakt-Veranstaltung in Tulsa (Oklahoma) kamen 6.200 Trump-Anhänger in das BOK Center, eine Halle mit 19.000 Plätzen; gleichwohl saßen die meisten von ihnen – ohne Maske – dicht zusammen. Am 8. Juli gab der Chef des Gesundheitsamtes von Tulsa bekannt, dass am 6. Juli 261 und am 7. Juli 206 Neuinfektionen allein in Tulsa County registriert worden waren. Er sagte, ein Zusammenhang mit Trumps Wahlkampfauftakt-Veranstaltung sei „mehr als wahrscheinlich“. Nachdem Trumps Beraterin Hope Hicks Anfang Oktober 2020 positiv auf SARS-CoV-2 getestet worden war, wurden auch Donald Trump und seine Ehefrau Melania positiv getestet. Anschließend wurde er für drei Tage stationär in das Walter-Reed-Militärkrankenhaus eingeliefert und dort stationär behandelt.
Wenige Wochen später brüstete er sich damit, in der Pandemie nicht auf Wissenschaftler gehört zu haben. Er behauptete, die USA wären in eine sehr schwere Rezession abgerutscht, wenn er es komplett getan hätte. Zudem verspottete er seinen Wahlkampf-Konkurrenten Joe Biden, weil dieser mehrfach angekündigt hatte, seine Coronapolitik nach wissenschaftlichen Kriterien zu gestalten.
Während der Coronapandemie erhielt die russische Staatsführung Virustestgeräte (Einzelpreis: 2100 Dollar) von Donald Trumps Regierung. Nach Angaben des Kreml bekam die US-Regierung im Gegenzug eine Ladung Beatmungsgeräte.

### Handel
Als Direktor des neugeschaffenen Nationalen Handelsrats im Weißen Haus nominierte Donald Trump den Wirtschaftswissenschaftler Peter Navarro, einen Gegner der chinesischen Handelspolitik. Navarro sowie Wirtschaftsminister Wilbur Ross formulierten in einem Weißbuch, US-Konzerne bestrafen zu können, wenn sie Teile ihrer Wertschöpfung jenseits der US-Grenzen abwickelten. Nach Navarro sollen zukünftig „keine US-Interessen mehr auf dem Altar des Welthandels geopfert werden“.
Ende Januar 2017 kritisierte Navarro Deutschland wegen seines hohen Handelsbilanzüberschusses; einen Tag später warf Trump Japan und China vor, sie werteten ihre Währungen ab, um Vorteile im Außenhandel zu erlangen. Ab Ende April 2017 erhoben die USA im Zuge einer Eskalation von Handelsstreitigkeiten mit Kanada (Vorwurf unzulässiger staatlicher Subventionen für die dortige Holzwirtschaft) einen 20%igen Strafzoll auf Weichholz-Importe.
Die Washington Post stufte Trumps Behauptung, die USA „verlören“ durch ihr Handelsbilanzdefizit jährlich hunderte Milliarden Dollar, als eine seiner größten, am häufigsten wiederholten Lügen ein. Tatsächlich verlören Staaten durch Leistungsbilanzdefizite kein Geld, sie bedeuteten lediglich, dass Bürger des einen Staates mehr Interesse an Gütern des anderen Staates hätten als umgekehrt.
Der von der Regierung Trump begonnene Handelskrieg mit China hatte keine positive Auswirkung auf das angegebene Ziel, das Handelsdefizit der Vereinigten Staaten zu verringern. Unter Trumps Präsidentschaft erhöhte sich dieses weiter und erreichte 2018 ein zehnjähriges Rekordhoch. Die neuen Zölle verteuerten deutlich die Rohstoffe, Halbfertigprodukte und Endprodukte, die in die USA eingeführt wurden. Im Durchschnitt kostete diese Politik jeden amerikanischen Haushalt rund 1.000 Dollar pro Jahr. Auch die von Trump versprochene Rückverlagerung von Arbeitsplätzen in die USA fand nicht statt. Stattdessen bauten amerikanische Unternehmer nun Fabriken in Niedriglohnländern, die von Trumps Strafzöllen nicht betroffen waren.

### Wirtschaft, Steuern und Arbeitsmarkt
Trumps deregulierend, isolationistisch und protektionistisch ausgerichtete Wirtschaftspolitik wird auf der Website des Weißen Hauses unter die Mottos „America First“ und „Buy American“ („Kauf[t] amerikanisch[e Waren]“) gefasst. Danach sollen im folgenden Jahrzehnt bis zu 25 Millionen neue Arbeitsplätze geschaffen werden und ein jährliches Wirtschaftswachstum von vier Prozent erreicht werden, unter anderem durch eine wachstumsfördernde Steuerreform. Wie im Wahlkampf angekündigt, zogen sich die USA aus dem Freihandelsabkommen zur Transpazifischen Partnerschaft (TPP) zurück und kündigten Neuverhandlungen zum Nordamerikanischen Freihandelsabkommen (NAFTA) an.
Gary Cohn, Trumps erster oberster Wirtschaftsberater, verhinderte laut Washington Post, dass Trump aus dem NAFTA-Abkommen ausstieg, indem er den dafür benötigten noch nicht unterzeichneten Erlass von Trumps Schreibtisch im Oval Office nahm und Trump somit vergaß, den Ausstieg zu unterzeichnen.
Am 3. Februar 2017 unterzeichnete Trump ein Dekret zur Überprüfung des 2010 unter Barack Obama zur Regulierung und Stabilisierung des US-Finanzmarkts erlassenen Dodd–Frank Acts. 2018 wurden unter Trump die Beschränkungen des Gesetzes für viele Banken aufgehoben und die Finanzmärkte so wieder dereguliert. Banken dürfen seither zudem wieder mehr spekulative Aktivitäten betreiben.
Die von Trump und den Republikanern im Kongress verabschiedete Steuerreform im Jahr 2017 senkte die Steuern für die reichsten Amerikaner und multinationale Konzerne deutlich: 83 % des Gesamtvolumens der Steuersenkung kamen dabei dem reichsten Prozent der Bevölkerung zugute. Dafür wurden die Steuern für die Mittelschicht langfristig erhöht, um die insgesamt zwei Billionen Dollar teuren Steuersenkungen für hohe Einkommensschichten und Konzerne zu gegenfinanzieren. Außerdem stieg die Staatsverschuldung deutlich an. Für über die Hälfte der Amerikaner stieg die langfristige Steuerlast, während sie für hohe Einkommensschichten sank.
Trotz dieser Anstrengungen blieben das Wirtschaftswachstum und die monatliche Zunahme von Stellen mit 2,5 % und 182.000 Jobs im Trend der Obama-Jahre. Während Trumps Amtszeit sank die Arbeitslosigkeit zunächst von 4,7 auf 3,5 % Anfang 2020 und damit auf den niedrigsten Stand seit Ende der 1960er Jahre. Durch die COVID-19-Pandemie stieg sie im Laufe des Jahres wieder bis auf 6,7 %, die amerikanische Wirtschaft schrumpfte 2020 um 3,5 %.

### Haushalt
Mitte März 2017 legte Trumps Executive Office seinen Entwurf für das am 1. Oktober 2017 beginnende Haushaltsjahr 2017/2018 vor:
Der Etat der EPA solle um 30 % auf 5,6 Mrd. US-Dollar gekürzt werden. 3200 Stellen sollten wegfallen. Die Agentur für zukunftsweisende Energieforschungsprojekte (ARPA-E) soll noch 2017 geschlossen werden. Die Nationale Wetterbehörde (NOAAA) soll 10 % weniger Geld bekommen, der Etat des US-Außenministeriums um knapp 30 % gekürzt werden, vor allem um die Auslandshilfe. Der Verteidigungshaushalt soll um knapp zehn Prozent (54 Mrd. US-Dollar) steigen, der Etat der Gesundheitsinstitute hingegen um 20 % auf 26 Mrd. US-Dollar sinken. Der Etat des Arbeitsministeriums soll um 21 % gekürzt werden.
Die seit dem 22. Dezember 2018 geltende Haushaltssperre (Government Shutdown) der USA, nachdem sich Präsident Donald Trump und der Kongress nicht über einen US-Haushalt wegen der von Trump geforderten Finanzierung einer Betongrenzmauer an der Grenze zu Mexiko einigen konnten, führte zu massiven Auswirkungen auf US-Nationalparks. Wegen der Haushaltssperre wurde das Personal nicht mehr bezahlt und keinerlei Management durchgeführt. Die Toilettenanlagen wurden geschlossen und Müll nicht abgefahren. Wegen Fäkalien und Urin entlang der Straßen kam es zur Schließung von Straßen, Camping- und Rastplätzen. Da für die Parkbesuche kein Eintritt gezahlt werden brauchte, stiegen die Besucherzahlen. Durch Privatunternehmen, welche in den Parks arbeiten, und Freiwillige konnten einige Servicemaßnahmen aufrechterhalten werden. Durch Trumps Steuerreform stieg das Haushaltsdefizit, das Trumps Vorgänger Obama nach der Weltfinanzkrise von 2007 auf 3,1 % des Bruttoinlandsprodukts (BIP) gesenkt hatte, 2019 auf 4,6 %. Im Zuge der Covid-19-Pandemie erhöhte es sich auf 6,7 % des BIP.

### Justiz

#### Positionierung zu Rassismus
Anfang September 2020, d. h. inmitten landesweiter Proteste gegen Rassismus (wie durch die Black-Lives-Matter-Bewegung oder Proteste gegen Rassismus in der National Football League), wies Trump staatliche Stellen an, Mitarbeitende nicht mehr an Anti-Rassismus-Trainings teilnehmen zu lassen, weil sie „unamerikanische Propaganda“ seien. Trump nannte Maßnahmen gegen systemischen Rassismus spalterisch.

#### Law-and-Order-Politik
Zur besseren Strafverfolgung kündigte die Regierung Trump eine „Law and Order“-Politik an. Eine effektivere Polizeiarbeit solle die Anzahl der Tötungsdelikte in den Städten reduzieren. Es sei nicht die Aufgabe des Staates, den Randalierern, Plünderern und gewalttätigen Störern das Leben angenehmer zu machen. Trump sei verpflichtet, eine Grenzmauer zu bauen, um illegale Einwanderung, Banden und Drogenhandel zu stoppen. Strafverfolgung bedeute auch die Abschiebung illegal Eingewanderter, die straffällig geworden seien.
Infolge des Massenmordes in Las Vegas im Oktober 2017 und des Schulmassakers von Parkland im Februar 2018 erließ das Justizministerium auf Trumps Weisung ein Verbot von Bump Stocks. Das Verbot wurde jedoch im Jahr 2024 durch den Obersten Gerichtshof aufgehoben.
Wegen teils gewalttätigen Protesten infolge des Todes von George Floyd ließ Trump in Absprache mit Tim Walz, dem Gouverneur von Minnesota, Ende Mai 2020 die Nationalgarde von Minnesota wie auch die Nationalgarde von Washington D.C. aktivieren und sprach sich nach deren Einsatz generell für die Möglichkeit eines Inlandseinsatzes der United States Army aus. Vorher hatte er Jacob Frey, Bürgermeister von Minneapolis (wo die Proteste ihren Anfang nahmen), als „sehr schwachen, linken Bürgermeister“ bezeichnet und ihm einen „völligen Mangel an Führung“ attestiert. Nachdem in Portland, im Bundesstaat Oregon die Proteste teilweise eskalierten, entsandte Trump Beamte der Bundespolizei gegen den Willen der Regierung von Oregon und gegen den Willen des Bürgermeisters von Portland (Ted Wheeler) in ebenjene Stadt. Gegen den Einsatz der Beamten, den Trump mit dem Objektschutz von Staatsgebäuden rechtfertigte, klagte daraufhin der Bundesstaat. Entgegen der Rechtfertigung Trumps belegen aber Videoaufnahmen, wie nicht näher identifizierbare Personen in Militärbekleidung Demonstranten ohne förmliche Ansprache festnehmen und zivile Autos nutzen, um die Festgenommenen abzuführen. Die Festgenommenen berichteten den Medien, dass sie sich nicht sicher fühlten, ob es sich dabei nicht um eine Entführung handelte. Die Anklageschrift des Bundesstaats gegen den Einsatz der Bundespolizisten griff diese Vorfälle auf.
Nach der Polizeigewalt an Jacob Blake und den darauf folgenden Protesten im August 2020 aktivierte Trump in Absprache mit Tony Evers, dem Gouverneur von Wisconsin, die Nationalgarde ebenjenes Staates.
Die Trump-Regierung setzte 2018 eine Strafrechtsreform durch, die lange Haftstrafen für Kleinkriminelle reduzierte.

#### Positionierung zu rechter Gewalt
Nach der Vereitelung der geplanten Entführung der Gouverneurin von Michigan, Gretchen Whitmer, warf diese Präsident Trump seine Weigerung, rechtsradikale Gruppen zu verurteilen, und sein Vorgehen während der COVID-19-Pandemie vor. Danach wiederholte Trump seine schon vorher an Whitmer gestellte Forderung, sie solle den Lockdown in Michigan aufheben. Er kritisierte Whitmer für ihre Vorwürfe und sagte, er verurteile alle Formen von „extremer Gewalt“. Im Interview behauptete Trump fälschlich, sämtliche Schulen und Kirchen in Michigan seien auf Anordnung Whitmers geschlossen worden.
Auf Wahlkampfveranstaltungen am 19. und 27. Oktober griff er Whitmer erneut wegen ihrer COVID-19-Maßnahmen an, woraufhin Teilnehmer der Kundgebungen skandierten „Lock her up!“ („Sperrt sie ein!“). Auch nannte er den Entführungsplan „vielleicht ein Problem, vielleicht aber auch nicht“. In einem darauf folgenden Interview mit Meet the Press nannte Whitmer Trumps Rhetorik „unglaublich verstörend“ und sagte, diese Rhetorik sei für den inländischen Terrorismus „inspirierend, anreizend und anstiftend“.

#### Berufungen von Richtern
Da die neun Richter des Obersten Gerichtshofes de facto auf Lebenszeit ins Amt berufen werden, bietet sich einem amtierenden Präsidenten in der Regel nur dann die Gelegenheit, ein neues Mitglied des Supreme Courts zu ernennen, wenn eines der amtierenden Mitglieder ausscheidet, was meist durch altersbedingten Rücktritt oder durch Ableben des Amtsinhabers geschieht. Einmal ernannte Richter sind meist lange Jahre im Amt und beeinflussen daher die Rechtsprechung in grundlegender Weise teilweise über Jahrzehnte. Präsident Trump ernannte drei neue Mitglieder des Supreme Courts: Neil Gorsuch 2017, Brett Kavanaugh 2018 und Amy Coney Barrett 2020. Außerdem ernannte er zahlreiche Richter an den Bundesgerichten und achtete dabei auf eine strenge Auswahl der Kandidaten: Sie mussten konservativ und möglichst jung sein. Da Bundesrichter lebenslang amtieren, wird sich Trumps Personalpolitik auch noch in Jahrzehnten bemerkbar machen. Damit kam er den Interessen des evangelikalen Teils seiner Wähler entgegen.

#### Todesstrafe
Nach 17-jähriger Pause in den Hinrichtungen nach Bundesrecht wurden diese ab dem Juli 2020 wieder aufgenommen. Mit 13 vollstreckten Todesurteilen wurden in den letzten sechs Monaten der Präsidentschaft Trumps mehr als dreimal so viel Personen nach Bundesrecht hingerichtet wie in den sechs Jahrzehnten zuvor. Die Hinrichtungen wurden bis wenige Tage vor Trumps Amtsende durchgeführt.

### Immigration
Der Chef der US-Grenzschutzbehörde, Mark Morgan, trat Ende Januar 2017 auf Druck der neuen Regierung zurück. Am 24. Januar 2017 gab Trump bekannt, die Finanzhilfen für Sanctuary Cities streichen zu lassen, die illegal eingereiste Zuwanderer nicht festnehmen. Die Stadt San Francisco gewann Ende April 2017 eine Klage dagegen; die Verteilung von Bundeszuschüssen sei nach der US-Verfassung nicht Ermessen des Präsidenten, sondern des Kongresses.
Die Hasskriminalität nahm nach der Wahl Trumps stark zu, nachdem sie bereits seit Beginn des Vorwahlkampfs 2015 gestiegen war. Auch im Jahr 2017 blieb das Niveau trotz Rückgangs über dem bis zur Wahl 2016, was viele Beobachter mit Trumps chauvinistischer und konfrontativer Politik in Beziehung gesetzt haben.
Auch Verschärfungen der Anforderungen bei der Visa-Vergabe sind geplant. Wer nicht innerhalb von 30 Tagen nach Ankunft in den USA eine Krankenversicherung nachweisen oder anderweitig seine Fähigkeit zur Übernahme medizinischer Kosten dokumentieren könne, solle künftig kein Visum mehr erhalten.
Mitte November 2018 befanden sich erstmals über 14.000 unbegleitete minderjährige Flüchtlinge ohne Identitätsnachweise in Einrichtungen des US-Ministeriums für Gesundheitspflege und Soziale Dienste. Dies war darauf zurückzuführen, dass die Überprüfung von potenziellen Erziehungsberechtigten (oftmals Verwandte) in den USA andauerte.

#### Grenze zu Mexiko
Trump hält am Bau bzw. an der Ergänzung bereits bestehender Bauwerke zu einer rund 3200 km langen, laut Ausschreibung bis zu neun Meter hohen, schätzungsweise zwischen 25 und 40 Mrd. Dollar (ca. 23 bis 37 Mrd. Euro) kostenden, „von Mexiko zu finanzierenden“, nach den Anforderungen des US-Heimatschutzministeriums „für Menschen unüberwindbaren“ Mauer fest. Er ordnete die Durchführung entsprechender Maßnahmen, eines seiner wichtigsten Wahlkampfversprechen, am 24. Januar 2017 an. Nachdem aufgrund des von Trump vorgesehenen Postens für den Mauerbau das neue US-Haushaltsgesetz Ende April 2017 in beiden Kammern des Kongresses keine Mehrheit erlangte und eine Haushaltssperre drohte („Government Shutdown“), verschob der Präsident die Finanzierungsfrage in den Herbst des Jahres.
Am 27. Januar 2017 soll Trump dem mexikanischen Präsidenten Enrique Peña Nieto telefonisch gedroht haben, US-Streitkräfte einzusetzen, wenn Mexiko nicht seine „bad hombres“ („schlechten Menschen“) stoppen würde.
Es war vorgesehen, zum 10. Juni 2019 Strafzöllen von fünf Prozent auf Importwaren aus Mexiko einzuführen. Diese Strafzölle wurden jedoch auf unbestimmte Zeit ausgesetzt, nachdem die USA und Mexiko kurz zuvor eine Einigung darüber unterzeichneten, der zufolge Mexiko gegen die illegale Migration in Richtung der Grenze zu den USA vorgehen würde, um diese „stark zu reduzieren oder zu eliminieren“. Eine Rücknahme Asylsuchender durch Mexiko ist in der Einigung nicht vorgesehen.
Am Ende seiner Amtszeit waren nur 76 Kilometer Grenzbefestigungen neu gebaut worden, auf 649 Kilometern waren bestehende ausgebaut worden. Mexiko beteiligte sich, anders als von Trump versprochen, nicht an den Kosten, die den USA dadurch entstanden. Nach Stephan Bierling war der Bau der Grenzbefestigung nur Symbolpolitik, da das Gros der illegalen Einwanderer auf dem Luftweg ins Land kommen.

#### Einreise von Muslimen
Am 7. Dezember 2015, nach dem Terroranschlag in San Bernardino, hatte Trump ein vollständiges Einreiseverbot für Muslime in die USA für eine unbestimmte Frist gefordert (siehe Einwanderungs- und Flüchtlingspolitik). Mit der Anordnung 13769 („Protecting the Nation from Foreign Terrorist Entry into the United States“) verfügte Trump am 27. Januar 2017 für Staatsangehörige der sieben muslimisch geprägten Länder Iran, Irak, Jemen, Libyen, Somalia, Sudan und Syrien ein 90-tägiges Einreiseverbot, das von mehreren Bundesrichtern ausgesetzt wurde. Auch die am 6. März 2017 erlassene, neu formulierte und entschärfte Anordnung 13780 wurde gerichtlich ausgesetzt, zuletzt am 12. Juni 2017 durch eine Kammer des United States Court of Appeals für den 9. Gerichtsbezirk. Diese entschied, dass Trumps Anordnung die Statuten überschreite, und ging damit über die bisherigen Begründungen hinaus, die Religionsfreiheit der Verfassung sei verletzt worden.
Die Regierung Trump rief im Juni 2017 den Supreme Court an. Dieser entschied am 26. Juni 2017, den Fall anzunehmen, und setzte Teile des Einreiseverbots für die Zeit bis zur Verhandlung vorläufig in Kraft. Aus den betroffenen Ländern darf demnach zunächst nur einreisen, wer „echte“ oder glaubhafte Beziehungen zu den Vereinigten Staaten nachweist, was etwa für Familienmitglieder, Studenten oder Mitarbeiter amerikanischer Firmen gelte. Am 4. Dezember setzte der Supreme Court das Einreiseverbot vorerst in Kraft. Am 26. Juni 2018 erklärte der Supreme Court mit sehr knapper Mehrheit von 5 zu 4 Stimmen das Einreiseverbot für Staatsangehörige der genannten sieben Staaten für rechtens. Diese Maßnahme trug dazu bei, dass die Einwanderung in die USA von einer Million im Jahr 2016 auf 600.000 im Jahr 2019 fiel.

#### Nulltoleranzstrategie
Die Regierung unter Präsident Trump verfolgt im Hinblick auf die Einwanderung eine Nulltoleranzstrategie (zero tolerance policy). In diesem Zusammenhang sind zahlreiche Einwanderer – auch solche mit gültigen Aufenthaltstiteln wie zum Beispiel einer Greencard – in Vorbereitung einer Deportation inhaftiert worden, wenn beispielsweise anlässlich eines legalen Grenzübertritts festgestellt wurde, dass sie bestimmter kriminelle Vergehen für schuldig befunden worden war, selbst wenn diese viele Jahre zurückliegen. Im Hinblick auf die Immigration in die USA ist auch eine Tilgung von Vergehen (expungement) wirkungslos. Hingegen können Personen, die die US-amerikanische Staatsbürgerschaft angenommen haben, nicht deportiert werden, es sei denn, sie erhielten die Staatsangehörigkeit oder eine Green Card durch Betrug. Deportationsverfahren sind beispielsweise nach Vergehen im Zusammenhang mit Drogen oder Wahlbetrug initiiert worden.

#### Trennung von Familien im Rahmen der Nulltoleranzstrategie
Im Rahmen der Nulltoleranzstrategie wurden über zweitausend Kinder von Personen, die illegal einwanderten, von ihren Eltern getrennt. Zudem wurden auch Familien getrennt, die rechtmäßig an Grenzübergängen um Asyl ersuchten.
Bis etwa Februar 2018 wurden Kinder vor allem dann von ihren Eltern getrennt, wenn etwa die Eltern im Krankenhaus behandelt wurden, wenn sie einen Eintrag im nationalen oder ausländischen Strafregister hatten oder wenn die Elternschaft angezweifelt wurde. Kinder werden im Fall einer Trennung als unbegleitete Minderjährige eingestuft. Der Inhaftierung von Kindern nur aufgrund einer illegalen Einreise setzt die US-amerikanische Rechtsprechung enge Grenzen. Üblicherweise wurden Familien, die auf ihre Abschiebung warteten oder Asyl beantragten, bald freigelassen und konnten bis zur Klärung ihres Falles im Land bleiben.
Im Februar 2017 veranlasste John F. Kelly die Inhaftierung von Eltern, die Geld zahlten, um ihre Kinder über die Grenze schmuggeln zu lassen. Das solle Familien davon abhalten, Kinder in die Hände von Menschenschmugglern zu geben.
Im März erklärte Kelly, er erwäge, die Trennung illegal eingewanderter Familien zur Abschreckung gegen illegale Einwanderung einzusetzen. Kinder sollten dabei getrennt von ihren Eltern in Obhut genommen werden, bis sie an einen bereits im Land lebenden Verwandten oder einen staatlich beauftragten Vormund übergeben werden könnten. Kritiker bezeichneten die geplante Trennung von Müttern und Kindern als Menschenrechtsverletzung. Kelly verfolgte sein Vorhaben zunächst nicht weiter. Er berichtete am 5. April, die Zahl der Eltern, die beim Versuch, die Grenze gemeinsam mit ihren Kindern zu überqueren, aufgegriffen wurden, habe im März um 93 % niedriger gelegen als im Dezember davor.
Im Zeitraum von 1. Oktober 2017 bis zum 31. Mai 2018 wurden laut Medienberichten mindestens 2.700 Kinder von ihren Eltern getrennt, darunter 1.995 allein vom 18. April bis 31. Mai 2018. Nicht mitgezählt sind Kinder aus Familien, die an einem offiziellen Grenzübergang um Asyl ersuchten und daraufhin getrennt wurden. Manchen Eltern wird in der richterlichen Anhörung gesagt, dass sie ihre Kinder nur wiedersehen, wenn sie auf schuldig plädieren. Im April 2018 erklärte Trump in einem Memo, dass er der Praxis des catch and release (was übersetzt ungefähr Einfangen und Loslassen bedeutet) ein Ende setzen würde, nach der viele an der mexikanischen Grenze aufgegriffene illegale Eingewanderte sich anschließend frei im Land bewegen konnten. Im Mai 2018 erläuterte Jeff Sessions, dass er eine Nulltoleranzpolitik der Inhaftierung aller illegalen Einwanderer verfolge, in der Kinder von ihren Eltern getrennt und in Obhut genommen würden. Kelly bezeichnete dies in einem Interview als eine „harte Abschreckung“.
Die Trennung der Familien führte im Juni 2018 zu einer intensiven Debatte in den Medien. Medien zitierten Aussagen von Regierungsmitgliedern, nach denen Trump damit rechne, dass die Familientrennung seine Verhandlungsposition im US-Kongress stärke. Harsche Kritik äußerte die UNHCR-Sprecherin Ravina Shamdasani. Das UNHCR hatte Informationen über mehrere hundert Kinder, darunter ein zwölf Monate altes Kind, die im Zeitraum seit Oktober 2017 von ihren Eltern getrennt wurden. Die Praxis der Trennung datiere aber zurück auf den Januar 2017, als Trump zwei Dekrete (executive orders) erließ. Sie nannte auch eine von der American Civil Liberties Union (ACLU) initiierte Massenklage von Eltern, die zwangsweise von ihren Kindern getrennt wurden. Die Verbände American Academy of Pediatrics (AAP), American College of Physicians (ACP) und Physicians for Human Rights (PHR) verwiesen auf psychische und gesundheitliche Langzeitschäden durch toxischen Stress und auf die Gefahr einer Traumatisierung.
Im Juni 2018 unternahmen Dianne Feinstein und andere Mitglieder des Senats einen Vorstoß für eine gesetzliche Regelung, bekannt als Keep Families Together Act, die eine Trennung eines Kindes von einem Elternteil nur dann erlauben würde, wenn das Kind Opfer von Missbrauch oder Menschenhandel wäre oder wenn ein Gericht entscheidet, dass die Trennung dem Kindeswohl dient.
Am 20. Juni 2018 unterzeichnete Präsident Trump eine Executive Order mit dem Titel „Affording Congress an Opportunity to Address Family Separation“, für eine gemeinsame Unterbringung von Familien. Es blieb offen, wie und wie bald bereits getrennte Familien wieder zusammengeführt würden. Am 26. Juni 2018 erging ein Gerichtsurteil, nach dem die vor dem Executive Order aufgegriffenen Familien wieder zusammengeführt werden müssen. Der Richter setzte hierfür zwei Fristen: den 10. Juli für Kinder unter fünf Jahren, bzw. den 26. Juli 2018 für alle anderen Minderjährigen. Kurz vor Verstreichen der ersten Frist wurden für Fälle, in denen sich die Zusammenführung besonders schwierig gestaltete, Ausnahmen gewährt. Das Justizministerium erklärte am 29. Juni 2018, Familien würden von nun an nicht getrennt, sondern bis zum Ende ihres Asylverfahrens gemeinsam inhaftiert. Es beantragte zudem eine Ausnahme von der Flores v. Reno settlement-Regelung von 1997, die der Inhaftierung von Kindern wegen illegaler Migration für mehr als 20 Tage entgegensteht: Kinder sollten gemeinsam mit ihren Eltern inhaftiert werden dürfen, und die entsprechenden Hafteinrichtungen sollten keine staatliche Lizenz benötigen. Ein Richter lehnte den Antrag am 9. Juli 2018 ab.
Im Jahr 2019 räumte die US-Regierung ein, dass bereits ab Sommer 2017 in Pilotprojekten tausende asylsuchende Familien voneinander getrennt wurden.
Auch nach dem offiziellen Ende der Nulltoleranzstrategie im Juni 2018 wurden bis Herbst 2019, Anfang 2020 noch etwa 1100 Familien voneinander getrennt. Stand Januar 2020 waren nach Regierungsangaben seit Beginn von Trumps Präsidentschaft 4368 Minderjährige von ihren Eltern getrennt worden.
Laut der Mitteilung des ACLU waren Eltern von 545 Migrantenkindern, die im Jahr 2017 im Zuge der US-Einwanderungspolitik voneinander getrennt wurden, auch im Oktober 2020 nicht mehr auffindbar. In der zweiten TV-Debatte der Kandidaten konnte Trump diesen Fakt nicht bestreiten.

### Katastrophenschutz
Nachdem Puerto Rico während der Atlantischen Hurrikansaison 2017 schwer verwüstet worden war, wurde Kritik an Trumps Katastrophenmanagement laut. Unter anderem weigerte er sich zunächst, wirtschaftliche Erleichterungen für die schwer getroffene Insel zu erlauben. Unter anderem verbot ein Gesetz die Hilfe von nicht-amerikanischen Hilfsorganisationen, da nur Hilfsgüter von amerikanischen Organisationen mit amerikanischen Schiffen nach Puerto Rico transportiert werden durften. Daraufhin warf ihm die Bürgermeisterin von San Juan, Carmen Yulin Cruz „tödliche Ineffizienz“ vor. Trump antwortete per Twitter, dies sei Fake News, und nannte die Kritik einen Akt „politisch motivierter Undankbarkeit“; die Behörden der Insel seien unfähig. Im September 2018 bestritt er die Zahl der Todesfälle auf der Insel und tat sie als politische Kampagne gegen ihn ab. Während zunächst 64 offizielle Todesopfer genannt worden waren, war diese Zahl später auf etwa 3000 hochkorrigiert worden. Es seien keine 3000 Menschen durch die Hurrikans gestorben, vielmehr versuchten die Demokraten ihn mit dieser Zahl „so schlecht wie möglich aussehen“ zu lassen. Trump selbst lobte die Arbeit seiner Regierung, sie habe eine „ungewürdigte, großartige Arbeit“ vollbracht. Die US-Katastrophenschutzbehörde (Federal Emergency Management Agency) hatte hingegen schon im Juli diverse Probleme bei der Durchführung des Hilfseinsatzes eingeräumt. Auch die Behörden Puerto Ricos haben eine Untersuchung deswegen eingeleitet. Als besonders unsensibel wurde auch betrachtet, dass Trump den Katastrophenopfern bei seinem Besuch auf der Insel Papierrollen zuwarf.
2019 schlug Trump vor, zukünftige Hurrikane mit Atombomben zu beschießen, um sie zu stoppen. Wissenschaftler warnen einhellig, dass dies katastrophale Auswirkungen hätte.

### Kultur und Wissenschaft
Medien sehen unter Präsident Trump in vielen Ministerien klar antiwissenschaftliche Tendenzen. Hierzu zählen z. B. die Gängelung und Entlassung von Wissenschaftlern aus Behörden und regierungseigenen Forschungseinrichtungen, das Untergraben wissenschaftlicher Prozesse, wo wissenschaftliche Erkenntnis den wirtschaftspolitischen Zielen der Regierung entgegensteht, oder die Besetzung von wissenschaftlichen Stellen und Gremien mit Personen ohne wissenschaftlichen Hintergrund bzw. aus der Industrie. Zudem verzichtet Trump als erster Präsident seit dem Zweiten Weltkrieg auf einen Wissenschaftsberater.
Die Regierung Trump will das National Endowment for the Humanities (Nationale Stiftung für Geisteswissenschaften, NEH) sowie das National Endowment for the Arts (Nationale Stiftung für die Künste, NEA) auflösen. Die NEH hat seit 1965 jährlich zuletzt 148 Mio. Dollar an Stipendien und Fellowships, außerdem zur Förderung indigener Kultur, zur Bewahrung des kulturellen Erbes, für Digital Humanities und Medienproduktionen zur kulturellen Bildung vergeben.
Die 1967 gegründete Corporation for Public Broadcasting (Gesellschaft für öffentlich-rechtlichen Rundfunk) soll privatisiert, alle öffentlichen Zuschüsse für den nicht-kommerziellen Rundfunk (National Public Radio) sollen gestrichen werden.

### Bildung
Trump sprach sich im September 2020 dafür aus, „patriotische Bildung“ zu fördern. Damit wendet er sich gegen eine angebliche Indoktrination von Schülern, die sich für ihr „Weißsein“ schämen müssten. Durch einen Präsidentenerlass bildete Trump ein „Gremium für patriotische Bildung“ mit dem Namen 1776 Kommission. Dieses solle Pädagogen ermuntern, über „das Wunder der amerikanischen Geschichte“ und die Liebe zu Amerika zu lehren.

### Umwelt und Energie
In der Energiepolitik kündigte Trump an „zur maximierten Nutzung der amerikanischen Ressourcen“ gelangen und das Land „von der Abhängigkeit von ausländischem Öl befreien“; dem Umweltschutz dienende Regulierungen sollen abgebaut werden. Zentrale Behörden wie die Umweltbehörde EPA und das Außenministerium, die zentrale Rollen bei der Klima- und Energiepolitik innehaben, wurden von innen heraus zerstört. In seiner Amtszeit schwächte er mehr als 100 Umweltschutzgesetze ab oder machte sie komplett rückgängig. Der „Climate Deregulation Tracker“ listete mit Stand 9. September 2020 161 Maßnahmen zum Klimaschutz oder die Anpassung daran, die während der Amtszeit Trumps verwässert oder gänzlich abgeschafft wurden. Der Historiker Douglas Brinkley erklärte, Trump habe einen Blitzkrieg gegen die Umwelt geführt und wolle die Umweltgesetzgebung Obamas nicht nur rückgängig machen, sondern im Hinblick auf die Umweltpolitik die Uhr zurückdrehen bis vor die Präsidentschaft Richard Nixons (1969–1974). Etwa zu diesem Zeitpunkt kam in den USA die Umweltbewegung auf.
Als auf amtlichen Websites immer mehr Informationen zu Klimawandel und Umweltschutz verschwanden und die nationale Umweltschutzbehörde Environmental Protection Agency unter den Druck Trumps geriet, organisierten Wissenschaftler ab Dezember 2016 Veranstaltungen zur Datenrettung in sichere Archive. In der Fachzeitschrift Science wird die Politik Trumps, die u. a. vielfältige Budgetkürzungen für Forschungsinstitutionen, Streichungen von Forschungsmissionen und die Abschaffung von Beobachtungsprogramme für Treibhausgasemissionen beinhaltet, als „breiter Angriff gegen die Klimaforschung“ beschrieben. Wissenschaftler sehen zudem einen Angriff auf und eine Umgestaltung der Umweltbehörde EPA zu einer wissenschaftsfeindlichen Organisation, die historisch trotz ähnlicher Aktionen unter den Regierungen Reagan und Bush einzigartig sei. Insbesondere der EPA wird zudem ein klarer Kurswechsel weg von ihrem eigentlichen Mandat, dem Umwelt- und Gesundheitsschutz, und hin zu den speziellen Interessen von Industrieunternehmen attestiert, die stark für eine Regulatory capture spräche, d. h. der Vereinnahmung von Regierungsbehörden durch Lobbygruppen. Wirtschaftsnobelpreisträger William D. Nordhaus attestierte der Regierung Trump, ihre „Feindseligkeit gegenüber Umweltpolitik und Politik gegen Klimawandel“ sei „wirklich anomal. Ich kann nur hoffen, dass wir da ohne zu großen Schaden durchkommen“.
Am 24. Januar 2017 unterzeichnete Trump Anordnungen zum Weiterbau der beiden umstrittenen und unter Obama gestoppten transnationalen Öl-Pipelines Dakota-Access und Keystone; am 24. März genehmigte er den Weiterbau der „Keystone XL“.
Am 28. März 2017 unterzeichnete Trump eine Verordnung zur Annullierung mehrerer Klima- und Umweltschutzmaßnahmen Obamas, so auch zur Abschwächung und teilweisen Aufhebung des „Clean Power Plan“. US-Bundesbehörden bräuchten künftig keine Rücksicht mehr auf Auswirkungen ihrer Entschlüsse auf das Klima zu nehmen. Am 1. Juni 2017 erklärte Trump den Rückzug der USA aus dem von Obama 2015 mitbeschlossenen Übereinkommen von Paris zum Klimaschutz, das alle Staaten der Welt bis auf Nicaragua und Syrien unterzeichnet hatten. Aufgrund des langwierigen Ausstiegsprozesses wurde der Austritt erst am 4. November 2020 vollzogen. Die weltweite Reaktion war überwiegend sehr kritisch; neben Protestmärschen kündigten mehrere Konzerne und Regierungen – international wie auf Bundesstaatsebene – an, ihre Aktivitäten zu verstärken.
Am 4. Dezember 2017 reduzierte Trump per Presidential Proclamation die Flächengröße vom Bears Ears National Monument um 85 Prozent von 1.351.849 Acres auf 201.876 Acres und vom Grand Staircase-Escalante National Monument von 1.880.461 acres auf 1.003.863 acres. Die Flächenreduzierungen sind umstritten und die Berechtigung zur Flächenreduzierung wird gerichtlich geklärt. Laut der Klagen sind die Flächenreduzierungen von Trump rechtswidrig. Die Flächenreduzierung wurde als Sieg von Öl- und Bergbaufirmen mit der Republikanischen Partei über Umweltschützer und Indianerstämme gesehen. Im Bereich der Flächenreduzierungen liegen Vorkommen von Erdöl, Uran und Steinkohle. In der Geschichte der USA wurden bisher sechzehn National Monumente von US-Präsidenten achtzehnmal in der Flächengröße reduziert. Seit 1962 kam es zu keiner Flächenreduzierung mehr. Trumps Flächenreduzierung der beiden National Monumente ist die größte Reduzierung der US-Geschichte. Weitere Verkleinerungen von National Monuments sind zu erwarten. Innenminister Ryan Zinke forderte in einem Abschlussbericht zur Executive Order 13792 Trumps, nach der die Flächengröße und Nutzung von 24 National Monuments überprüft werden sollte, auch die Flächengröße vom Cascade-Siskiyou National Monument, Gold Butte National Monument, Pacific Remote Islands Marine National Monument und Rose Atoll Marine National Monument zu verkleinern. Ferner sollen bei allen National Monuments mehr traditionelle menschliche Nutzungen wie Jagd, Beweidung, Holzeinschlag, Kohleabbau und kommerzielle Fischerei innerhalb der Schutzgebiete zugelassen werden.
Ende August 2019 legte Trump Pläne für eine Deregulierung der Methan-Emissionen vor. Die Environmental Protection Agency (EPA) schlug eine Aufhebung von Vorschriften, der zufolge die Industrie Methan-Lecks zu erkennen und zu beheben hat, vor. Andrew Wheeler von der EPA erläuterte hierzu, die Regierung unter Trump erkenne an, dass Methan wertvoll ist und dass die Industrie daher einen ausreichenden wirtschaftlichen Anreiz habe, Lecks zu minimieren und ihren Nutzen zu maximieren. Die Deregulierung kann laut EPA bei Öl- und Gasunternehmen zu Ersparnissen von 17 bis 19 Millionen USD führen. Umweltschützer kündigten gerichtliche Schritte dagegen an.
Besonders stark wurden Umweltschutzbestimmungen während der COVID-19-Pandemie aufgeweicht. So wurden unter anderem Umweltvorschriften für die Industrie gelockert und Regularien der Umweltschutzbehörde für die Öl- und Gasindustrie auf Bitten der Branchenlobbyorganisation American Petroleum Institute ausgesetzt, sodass Verstöße gegen die Überwachungs- und Berichtspflichten nicht sanktioniert werden. Zudem erließ Trump ein Dekret, das es Bauherren ermöglicht, vor dem Bau von Großprojekten weniger Umweltschutzprüfungen durchführen zu müssen. Im Northeast Canyons and Seamounts Marine National Monument ist die kommerzielle Fischerei, welche seit der Ausweisung durch Obamas verboten war, wieder zugelassen. Auch plant Trump die Abschwächung von Maßnahmen zur Verringerung der Luftverschmutzung.

## Finanzielle und ethische Aspekte

### Vorwurf mangelnder Trennung vom Unternehmen
Die Trennung Präsident Trumps von seinem Unternehmen betrachten viele Vertreter von Politik und Zivilgesellschaft als unzureichend und sehen einen möglichen Interessenkonflikt, auch wenn er auf sein Präsidentengehalt verzichtet. Trump hatte angekündigt, sämtliche Zahlungen ausländischer Regierungen in den Hotels der Trump Organization an das US-Finanzministerium zu spenden; die Voraussetzung dafür, die Identifizierung einzelner Zahlungen, wurde jedoch nicht geschaffen. Am 23. Januar 2017 erhoben die Citizens for Responsibility and Ethics in Washington (CREW) Klage gegen Trump wegen Verletzung der Foreign Emoluments Clause der US-Verfassung (Artikel 1, Abschnitt 9, Absatz 8). Diese verbietet es Amtsträgern, ohne Einverständnis des Kongresses Vergütungen aus dem Ausland anzunehmen, was mit den Ausgaben ausländischer Gäste in Trumps Hotels in Konflikt stehen könnte. Der Klage schlossen sich Hotelbetriebe an. Im Juni 2017 reichten 196 Kongressabgeordnete der Demokraten und die demokratischen Attorneys General des Bundesstaats Maryland sowie des District of Columbia zusätzliche Klagen in dieser Sache gegen Trump ein. Während die Klage der CREW im Dezember 2017 von einem Bundesbezirksgericht in New York abgewiesen wurde, weil den Klägern mangels eigener Beeinträchtigung die Klagebefugnis fehle, wies das Bundesbezirksgericht in Maryland im Juli 2018 Trumps Beschwerde ab, dass der Begriff emolument sich nur auf den engen Rahmen von Geschenken beschränke; der Begriff umfasse dagegen auch jegliche Vorteilsnahme. Damit schloss sich der Richter Peter Jo Messitte vor der eigentlichen Verhandlung dem Begriffsverständnis der Kläger an. Anfang November 2018 lehnte Messitte einen Antrag Trumps auf Unterbrechung des Verfahrens ab, sodass die Kläger Dokumente Trumps einsehen können. Emmet G. Sullivan, Bundesrichter am United States District Court for the District of Columbia, entschied im September 2018, dass auch die Klage der demokratischen Kongressmitglieder, angeführt von Senator Richard Blumenthal und Repräsentant Jerry Nadler, zugelassen wird.
Im März 2018 wurde berichtet, seit Trumps Wahlsieg hätte die Republikanische Partei 3 Millionen Dollar in Trumps Geschäftsgebäuden ausgegeben, über 920.000 Dollar allein das Republican National Committee.
Nach der Abwahl Trumps befand ein Ausschuss des Repräsentantenhauses im Oktober 2021, dass Trump unrichtige Angaben zur Finanzlage des Trump International Hotels, das sich wenige Blocks vom Weißen Haus entfernt befindet, gemacht habe. Das Hotel habe während seiner Amtszeit statt 150 Millionen US$ Profit, wie von Trump behauptet, ein Defizit von 80 Millionen US$ eingefahren. Das Hotel hatte außerdem 3,7 Millionen US$ Zahlungen von ausländischen Regierungen erhalten und Trump habe „signifikante finanzielle Vergünstigungen“ von Seiten der Deutschen Bank gewährt bekommen, die es ihm erlaubten, einen 170 Millionen US$-Kredit um 6 Jahre zu strecken. Nach Ansicht der Ausschussmitglieder war damit zu prüfen, ob Trump als Präsident gegen Verfassungsbestimmungen verstoßen habe, die einen ausländischen Einfluss auf US-Bundesinstitutionen beschränkten.

### Nicht veröffentlichte Steuererklärung
Gegen die Gepflogenheiten und sein Wahlkampfversprechen veröffentlichte Trump auch nach Amtsantritt trotz anhaltenden öffentlichen Drucks seine Einkommensteuererklärung nicht. Laut seiner jüngsten teilweise öffentlichen Steuererklärung aus dem Jahr 2005 führte er bei einem Einkommen von 153 Mio. US-Dollar 25 % seiner Einnahmen ab, davon 21 % aufgrund der Anwendung des Alternative Minimum Tax (AMT), dessen Abschaffung Trump in seiner Ende April 2017 vorgelegten „großen“ Steuerreform vorschlug (siehe Vermögen).

### Freizeitgestaltung
In den ersten hundert Tagen seiner Amtszeit verbrachte Trump die meisten Wochenenden im rund 1.400 km von Washington, D.C. entfernten Mar-a-Lago in Florida. Vor allem aufgrund des hohen Aufwands für Sicherheit und Reise (eine Flugstunde der Air Force One kostet ca. 180.000 US-Dollar) ist das jeweils mit Kosten von rund 3,6 Mio. US-Dollar verbunden. Die eigentliche Freizeitresidenz der US-Präsidenten ist Camp David 100 Kilometer von Washington entfernt. Im selben Zeitraum spielte Trump durchschnittlich alle 5,9 Tage Golf, in der Regel im eigenen Golfclub nahe dem Mar-a-Lago. Obama, den Trump deshalb heftig kritisiert hatte, war diesem Hobby während seiner Präsidentschaft durchschnittlich alle neun Tage nachgegangen.
Trump hatte Obama auch die Höhe seiner Reisekosten vorgeworfen und Mitte 2015 angekündigt, als Präsident kaum das Weiße Haus zu verlassen oder Urlaub zu machen. Im ersten Amtsjahr verbrachte Trump 110 Tage auf seinen eigenen Besitzungen, also fast ein Drittel der Zeit.
Trump steht bei der United States Golf Association mit einem Handicap von 2,5 zu Buche (Spielstärke eines sehr guten Amateurs). Allerdings reicht er nur wenige seiner Spiele zur Auswertung ein. Frühere Spielpartner Trumps warfen ihm laut Medienberichten vor, des Öfteren gegen Golfregeln verstoßen zu haben, um bessere Ergebnisse zu erzielen. Nach Aussage der mit ihm befreundeten norwegischen Profispielerin Suzann Pettersen betrügt Trump ständig beim Golf.

## Kandidatur bei der Präsidentschaftswahl 2020
Beginnend ab April 2020 erklärte Trump wiederholt, ohne tatsächliche Beweise anzuführen, dass die nicht durch den US Postal Service, sondern von den Bundesstaaten organisierte und von deren Verfassungen und Gesetzen geregelte Briefwahl zur Wahlfälschung bei der US-amerikanischen Präsidentschaftswahlen 2020 führen würde. Er selbst hatte dagegen noch im März 2020 bei den Vorwahlen der US-Präsidentschaftswahl per Briefwahl gewählt.
Im Juni 2020 tauschte Trump die Leitung des US Postal Service aus, indem er Louis DeJoy zum neuen Postminister der US-amerikanischen Bundespost erklärte. Louis DeJoy hatte Trumps Wahlkampagne zuvor mit mehr als einer Million Dollar unterstützt. Louis DeJoy begann einen Großteil des Führungspersonals der Post auszuwechseln und verfolgte einen massiven Sparkurs, zu dem unter anderem auch ein Verbot von Überstunden gehörte. Dies ging zulasten einer zuverlässigen Brief- und Paketzustellung. Auch wurden viele – nicht nur für die Briefwahl wichtigen – Briefsortiermaschinen abgebaut. Im August 2020 bekannte Trump in einem Interview, Finanzierungsgelder in Milliardenhöhe, die für die Organisation und Durchführung der Briefwahl gedacht sind, dem US Postal Service bewusst vorzuenthalten, um damit das Funktionieren der Briefwahl bzw. ein rechtzeitiges Zustellen der Briefwahlunterlagen zu untergraben.

### Wahlkampf Trumps als bestätigter Präsidentschaftskandidat
Siehe: Präsidentschaftswahl in den Vereinigten Staaten 2020 – Wahlkampf von Donald Trump als bestätigter Präsidentschaftskandidat

### Erstmalige Wahlempfehlungen aus der Wissenschaft – gegen diese Kandidatur
Im September 2020 gab Scientific American erstmals in ihrer Geschichte eine Wahlempfehlung ab und begründete dies mit Donald Trumps „Ablehnung gegenüber Evidenz und Wissenschaft“.
Im Oktober 2020 veröffentlichte The New England Journal of Medicine ein gesundheitspolitisches Editorial, in dem es erstmals explizit einer Regierung (Donald Trump) das Vertrauen absprach. Dabei verwies die Fachzeitschrift auf Fehler der Regierung im Umgang mit der COVID-19-Pandemie.

### Fernsehdebatten
Am 29. September 2020 fand im Rahmen des Wahlkampfes zur US-Präsidentschaftswahl 2020 eine live im Fernsehen übertragene Debatte zwischen Trump und dem Herausforderer Joe Biden in Cleveland, Ohio, statt. Die Moderation übernahm Chris Wallace (FOX). Weltweit mediale Aufmerksamkeit erhielt das TV-Duell, da sich die beiden Spitzenkandidaten gegenseitig mehrfach unterbrachen und beleidigten, wodurch der inhaltliche Diskurs in den Hintergrund rückte. In der Folge wurden von Seite der Kommission für Präsidentschaftsdebatten Regeländerungen diskutiert, um ähnlich chaotische Abläufe bei zukünftigen Übertragungen zu verhindern.
Das ursprünglich geplante zweite Duell entfiel wegen einer Corona-Infektion Donald Trumps. Stattdessen fand am 15. Oktober gleichzeitig auf verschiedenen Sendern (Trump in Miami auf NBC, Biden in Cleveland auf ABC) eine Fragestunde mit den beiden Kandidaten statt. Am 22. Oktober 2020 fand das abschließende direkte Fernsehduell statt.

### Corona-Infektionen im Weißen Haus während des Wahlkampfes
Am 2. Oktober 2020 begaben sich Trump und seine Frau in häusliche Quarantäne, nachdem beide positiv auf SARS-CoV-2 getestet worden waren. Auch mehrere Mitglieder des Hauspersonals des Weißen Hauses sowie die Trump-Beraterin Kellyanne Conway, der ehemalige Gouverneur von New Jersey Chris Christie sowie die Senatoren Mike Lee, Thom Tillis und Ron Johnson hatten sich infiziert. Im Umfeld Trumps wurden daraufhin noch weitere Personen positiv getestet. Zu den Betroffenen zählten etwa sein Wahlkampfleiter Bill Stepien, die republikanische Parteivorsitzende Ronna McDaniel, Trumps Berater Stephen Miller und die Pressesprecherin des weißen Hauses, Kayleigh McEnany.
Am 3. Oktober begab sich Trump in das Walter-Reed-Militärkrankenhaus. Dabei meldete das Weiße Haus, dass es „sich um eine vorsorgliche Maßnahme“ handele und er seine Aufgaben als Regierungschef weiterhin uneingeschränkt wahrnehmen könne. Trumps Stabschef Mark Meadows sprach hingegen von einer „besorgniserregenden Verfassung“. Zur Behandlung erhielt der Präsident unter anderem Remdesivir. Trump wurde am 5. Oktober aus dem Krankenhaus entlassen.

### Wahlniederlage und Ende der Amtszeit
Bei der Präsidentschaftswahl am 4. November 2020 verlor Donald Trump die Mehrheit der Wahlmänner („Electoral College“) und erreichte wie schon 2016 auch keine Mehrheit der direkten Wählerstimmen („Popular Vote“). Nach den ersten Hochrechnungen erklärte er sich selbst zum Sieger der Wahl, was jedoch von einer breiten Öffentlichkeit nicht geteilt wurde. Auch als am 7. November 2020 fast alle großen Medien den Sieg von Joe Biden erklärten, weigerte sich Trump, dies anzuerkennen und steigerte sich in der Folge immer weiter in unbewiesene Behauptungen, es hätte bei der Wahl im großen Stil Wahlbetrug zu seinem Nachteil gegeben. Er hielt diese erwiesenermaßen falschen Aussagen auch nach der Stimmabgabe der Wahlmänner am 14. Dezember 2020 und deren Stimmenauszählung im Kongress am 6. Januar 2021 weiterhin aufrecht, wobei ihn auch ein großer Teil der Republikaner unterstützten. Das argumentative Grundgerüst hierfür entwickelte Trumps Rechtsberater John Eastman.
Während der Stimmenauszählung im Kapitol am 6. Januar 2021 sprach Trump auf einer Demonstration seiner Anhänger vor dem Gebäude und rief unter anderem dazu auf, niemals aufzugeben und „wie die Hölle“ zu kämpfen. In der Folge erstürmten gewalttätige Trump-Anhänger das Gebäude, dabei kamen insgesamt fünf Menschen zu Tode. Die Stimmenauszählung musste unterbrochen werden, konnte jedoch in der Nacht fortgesetzt und am folgenden Tag, trotz weiterer Versuche der Republikaner, das Wahlergebnis noch zu ändern, abgeschlossen werden.
Da Trump auch noch während der gewaltsamen Erstürmung des Kapitols seine Anhänger via Twitter weiter angestachelt hatte, sperrte Twitter sein privates Konto @realDonaldTrump zunächst für 12 Stunden und dann dauerhaft, mit der zusätzlichen Auflage, er dürfe auch nicht über andere Konten weiter twittern. Nachdem Trump diese Auflage unter anderem über den offiziellen Präsidenten-Account @POTUS gebrochen hatte, wurden weitere Konten gesperrt, um die Sperre durchzusetzen. Auch bei Facebook, Instagram und einigen anderen Plattformen wurden Konten von Trump, seinem Kampagnen-Team und Unterstützern gesperrt.
Die gewaltsame Erstürmung des Kapitols war von Trump-Anhängern im Vorfeld unter anderem auf den Plattformen Parler, 8kun, Gab und TheDonald geplant und vorbereitet worden.
Am letzten Tag seiner Präsidentschaft (20. Januar 2021) erließ Trump Begnadigungen und Strafmilderungen für 143 Beschuldigte oder Verurteilte, darunter seinen ehemaligen Chefberater Steve Bannon. Außerdem ließ Trump per Dekret am selben Tag ein von ihm im Januar 2017 aktiviertes Lobbyverbot – mit dem er seinerzeit ein Wahlversprechen eingelöst hatte – für tausende Staatsangestellte unter seiner Regierung aufheben.

## Verschwörungstheorien
Wie schon in seinem ersten Präsidentschaftswahlkampf griff Trump wiederholt auf Verschwörungstheorien zurück. Kurz nach seiner Inauguration deutete er zum Beispiel an, bei seiner Wahl könne es zu Unregelmäßigkeiten zugunsten Hillary Clintons gekommen sein: „You have a lot of stuff going on probably. I say probably. But possibly“. („Man hat da eine Menge Sachen, die wahrscheinlich gelaufen sind. Ich sage: wahrscheinlich. Aber durchaus möglich“.) Am 4. Oktober 2018 behauptete er in einem Tweet, George Soros finanziere die Proteste gegen Brett Kavanaugh, den Trump für den Supreme Court nominiert hatte. Damit machte er sich die implizit antisemitische Verschwörungstheorie zu eigen, der ungarischstämmige Milliardär und Holocaustüberlebende stecke hinter dem Widerstand gegen Trump, um die finsteren Pläne einer internationalen Finanzelite umzusetzen. Wie bei anderen Gelegenheiten auch entfaltete Trump die Verschwörungstheorie nicht, sondern beschränkte sich auf eine knappe Bemerkung. Mit dieser Strategie konnte er sowohl diejenigen ansprechen, die an Verschwörungstheorien glauben, als sich auch jederzeit eine Rückzugsmöglichkeit offenhalten, falls er von Skeptikern kritisch darauf angesprochen würde. Dabei schob er oft vor, nur wiederzugeben, was angeblich „viele Leute sagen“ würden. So nannte er den menschengemachten Klimawandel einen „chinesischen Schwindel“, mit dem die Volksrepublik den USA im internationalen Wettbewerb schaden wollten.
Die Verschwörungstheorien von QAnon, nach denen die USA in der Hand von kinderquälenden Eliten des Deep State sind, was Trump demnächst aufdecken und beenden werde, breitete sich unter seinen Anhängern immer weiter aus, ohne dass er korrigierend einschritt. Im Sommer 2020 gab er vor, nur wenig über die QAnon-Bewegung zu wissen, außer, dass deren Anhänger ihn sehr mögen würden, und das freue ihn. 2020 behauptete er, das Coronavirus sei nicht natürlichen Ursprungs, sondern in einem chinesischen Labor entstanden. Außerdem verbreitete er, der „tiefe Staat, oder wer auch immer“ verlangsame die Entwicklung eines Impfstoffs.
Während des Präsidentschaftswahlkampfs 2020 verbreiteten Trump und sein Wahlkampfteam wiederholt Verschwörungstheorien und Falschbehauptungen, etwa zur Briefwahl: 50.000 Menschen in Ohio hätten falsche Wahlunterlagen erhalten, was beweise, dass die bevorstehende Wahl „rigged“ (manipuliert) wäre. Diese Falschbehauptungen mündeten nach seiner Wahlniederlage in die Verschwörungstheorie der Big Lie, wonach er in Wirklichkeit erdrutschartig gewonnen hätte und ihm die Wahl „gestohlen“ worden wäre. Diese unsubstantiierten Behauptungen motivierten seine Anhänger, am 6. Januar 2021 das Kapitol zu stürmen, um zu verhindern, dass der Kongress Bidens Wahlsieg förmlich bestätigte. Dass ein unterlegener Kandidat seine Wahlniederlage nicht anerkennt, bezeichnet der britische Politikwissenschaftler John L. Campbell als „beispiellosen Angriff auf Amerikas Wahlinstitutionen“.

## Bilanz
Trumps Präsidentschaft wird in der amerikanischen Bevölkerung sehr unterschiedlich beurteilt. Während 87 % der Anhänger der Republikanischen Partei sie positiv bewerten, tun das von den Anhängern der Demokraten nur fünf Prozent. Der Politikwissenschaftler Stephan Bierling nennt Trump „den schlechtesten Präsidenten in der Geschichte der USA“.
In einem von C-SPAN im Jahr 2021 durchgeführten Expertenranking, an dem 142 Historiker und andere Wissenschaftler, die zu den amerikanischen Präsidenten veröffentlicht und geforscht haben, teilnahmen und das von einem Beratergremium begleitet wurde, belegte Trump den viertletzten Platz vor Franklin Pierce, Andrew Johnson und James Buchanan.

## Trivia
Laut Bill Gates hat Trump ihm bei zwei verschiedenen Treffen im Jahr 2016 und 2017 die Frage gestellt, ob „Impfungen eine schlechte Sache seien“ und ob es einen Unterschied zwischen HIV und HPV gebe. Trump hatte sich im Zeitraum zwischen den beiden Treffen mit dem Impfgegner Robert Kennedy Jr. getroffen und mit ihm die Gründung einer Impfkommission geplant, ehe er sich doch von dem Einberufen jener Kommission distanzierte.
Infolge der Proteste nach dem Tod von George Floyd beendete der US-amerikanische Fußballverband im Juni 2020 ein Protestverbot, das den Nationalspielern untersagte, sich bei der Nationalhymne vor Fußballspielen hinzuknien. Darauf deutete Trump an, sich die Nationalmannschaftsspiele der USA nicht mehr anzusehen. Seiner Meinung nach sei das Hinknien bei der Hymne (welches mit dem Protest gegen Rassismus in der National Football League im Jahr 2016 begann) „die totale Respektlosigkeit vor unserem Erbe, […] das ist eine Verachtung von allem, wofür wir stehen.“
Nach dem Tod seines Bruders Robert S. Trump (1948–2020) ließ Donald Trump den Leichnam nach Washington, D.C. einfliegen und eine Trauerzeremonie nebst Trauerzug im und am Weißen Haus abhalten.